# Srednji vijek
Srednji vijek razdoblje je u europskoj povijesti koje je trajalo od 5. do 15. stoljeća. To je razdoblje počelo padom Zapadnoga Rimskog Carstva 476. i okončalo se renesansom i razdobljem velikih geografskih otkrića, napose Amerike 1492. Srednji je vijek srednje razdoblje u klasičnoj podjeli povijesti zapadnoga svijeta, koja se dijeli na stari, srednji i novi vijek. Samo srednjovjekovno razdoblje može se podijeliti na rani, razvijeni i kasni srednji vijek.
Depopulacija, deurbanizacija, invazije i seobe naroda koje su počele tijekom kasne antike, nastavile su se tijekom ranoga srednjeg vijeka. Barbarski osvajači, među kojima su dominirali razni germanski narodi, formirali su nova kraljevstva na ostacima Zapadnoga Rimskog Carstva. U 7. stoljeću sjeverna Afrika i Bliski istok, koji su nekad pripadali Istočnome Rimskom Carstvu, potpali su pod vlast Kalifata, islamske države. Premda su se u društvu i političkim strukturama dogodile značajne promjene, do potpunog raskida s antikom nije došlo. Na Istoku je preživjelo i kao važna sila opstalo Bizantsko Carstvo. Bizantsko kodificiranje rimskog prava, poznata kao Justinijanov kodeks, na Zapadu je ponovno otkrivena u sjevernoj Italiji 1070. godine i otad je imala velik utjecaj tijekom čitavoga srednjeg vijeka. Osnovani su samostani kao dio pokreta usmjerenog k pokrštavanju poganske Europe. Franci su pod karolinškom dinastijom nakratko uspostavili carstvo, koje se krajem 8. i početkom 9. stoljeća prostiralo na veći dio zapadne Europe. No, to je carstvo kasnije podleglo pritiscima unutarnjih građanskih ratova i vanjskih invazija: Vikinzi su napadali sa sjevera, Mađari s istoka, a Saraceni s juga.
Tijekom razvijenoga srednjeg vijeka, koji je počeo nakon 1000. godine, europsko se stanovništvo znatno uvećalo, jer su tehnološki i poljoprivredni izumi omogućili povećanje proizvodnje i procvat trgovine, a promjena klime srednjovjekovnoga toplog razdoblja omogućila je povećanje prinosa usjeva. Kmetstvo tj. sustav seljaka organiziranih u selo koje plemstvu duguje najam i naturalni rad te feudalizam tj. politički sustav u kojemu vitezovi i niže plemstvo duguju vojnu službu svojim gospodarima u zamjenu za pravo zakupa zemljišta i plemićkih kuća, predstavljali su dvije temeljne vrste društvena ustrojstva u razvijenome srednjem vijeku. Križari, prvi put spomenuti 1095. godine, označili su prve pokušaje zapadnoeuropskih kršćana da od muslimana vojnim putem vrate kontrolu nad bliskoistočnom Svetom zemljom. Kraljevi su postali poglavari centraliziranih država i utjecali na smanjenje kriminala i nasilja, ali i na sve veće udaljavanje od jedinstvenog kršćanstva. Teologija Tome Akvinskog, slike Giotta iz Bondone, pjesništvo Dantea Alighierija i Geoffreya Chaucera, putovanja Marka Pola i arhitektura gotičkih katedrala, poput Chartresa, primjeri su izvanrednih dostignuća razdoblja razvijenoga srednjeg vijeka.
Kasni srednji vijek obilježile su teškoće i nesreće, među kojima su bili glad, kuga i ratovi, što je sve utjecalo na značajno smanjenje broja stanovnika Zapadne Europe; između 1347. i 1350. crna smrt odnijela je živote oko jedne trećine Europljana. Crkveni sukobi, hereze i raskol unutar kršćanske Crkve odvijali su se usporedo s ratovima između različitih država, građanskim sukobima i pobunama seljaka. Napredak na području kulture i tehnologije transformirao je europsko društvo i označio kraj srednjeg vijeka i početak ranog novog vijeka.

## Terminologija i periodizacija
Srednji je vijek, uz stari i novi vijek, jedno od tri glavna razdoblja u povijesti Europe.
Srednjovjekovni su autori cijelu povijest dijelili na razdoblja kao što su "sedam razdoblja svijeta" ili "četiri carstva" smatrajući pritom da sami žive u vremenu koje prethodi samome kraju svijeta. Svoje vlastito vrijeme nazivali su "modernim". Humanistički pjesnik Francesco Petrarca u četvrtom je desetljeću 14. stoljeća pretkršćansko razdoblje nazvao "starim" vremenima (antiqua), a kršćansko razdoblje "novim" vremenima (nova). Leonardo Bruni prvi je povjesničar koji je u svojoj Povijesti firentinskog naroda iz 1442. godine upotrijebio trodijelnu razdiobu povijesti. Bruni i kasniji povjesničari smatrali su da se Italija oporavila nakon Petrarcina vremena te su Petrarcinim vremenskim odsječcima dodali i treći. Pojam "srednji vijek" prvi se put pojavljuje 1469. u latinskom obliku media tempestas, odnosno "srednje doba". Prvobitno je postojalo više inačica ovoga pojma kao što su nazivi medium aevum ("srednji vijek"), koji je prvi put zabilježen 1604. godine, i media saecula ("srednja stoljeća"), koji je zabilježen 1625. godine. Današnji znanstveni termini "medievalan", "medievistika" i "medievalistika" potječu od izraza medium aevum. Trodijelna se periodizacija ustalila kao standard nakon što je njemački povjesničar Christoph Cellarius (1638. – 1707.) podijelio povijest na tri razdoblja: stari vijek, srednji vijek i novi vijek ili moderno doba.
Za početak srednjega vijeka obično se uzima pad Zapadnoga Rimskog Carstva 476. godine, što je prvi put učinio Bruni. Za kraj srednjega vijeka često se uzima 1500. godina, no o ovome ne postoji opća suglasnost. Ovisno o kontekstu, za datumski kraj srednjega vijeka ponekad se uzimaju značajni događaji kao što su prvo putovanje Kristofora Kolumba 1492, pad Carigrada pod tursku vlast 1453. ili protestantska reformacija 1517. godine. Engleski povjesničari bitku na Bosworthskom polju 1485. često smatraju događajem koji označuje kraj srednjovjekovnog razdoblja. U španjolskoj historiografiji za kraj srednjega vijeka često se uzimaju smrt kralja Ferdinanda II. Aragonskog 1516., smrt kraljice Izabele I. Kastiljske 1504. ili osvajanje Grenade 1492. godine. Povjesničari iz romanskih zemalja obično dijele srednji vijek na dva razdoblja: raniji "visoki" i kasnji "niski" srednji vijek. Anglofoni povjesničari pak slijede svoje njemačke kolege i srednji vijek obično dijele na tri razdoblja: rani, razvijeni i kasni srednji vijek. U 19. stoljeću čitav se srednji vijek često nazivao "mračnim dobom", no s usvajanjem trodijelne razdiobe srednjega vijeka uporaba tog pojma počela se među povjesničarima ograničavati samo na razdoblje ranoga srednjeg vijeka.

## Kasno Rimsko Carstvo
Rimsko Carstvo doseglo je svoju najširu teritorijalnu rasprostranjenost tijekom 2. stoljeća, a u iduća dva stoljeća rimska kontrola nad dalekim pograničnim oblastima postupno je slabila. Gospodarski problemi među kojima inflacija, te vanjski pritisci na granice carstva zajedno su prouzročili političku nestabilnost, tijekom koje su se carevi i uzurpatori neprestance smjenjivali na prijestolju. Vojni izdaci stalno su se povećavali tijekom 3. stoljeća, poglavito zbog rata sa sasanidskom Perzijom, koji je ponovo pokrenut polovicom 3. stoljeća. Veličina vojske se udvostručila, a konjica i manje jedinice zamijenile su legiju kao glavnu taktičku jedinicu. Veći troškovi iziskivali su povećanje poreza što što je pak vodilo smanjenju kurijalne klase, odnosno klase zemljoposjednika koji su ulazili u lokalna gradska vijeća (kurije), kao i smanjenju broja pripadnika te elite koji su bili spremni podnijeti teret koji je sa sobom nosilo vršenje službenih dužnosti u njihovom gradu. Carskoj je birokraciji bilo potrebno sve više službenika da se staraju o potrebama vojske, zbog čega su se civili žalili da u Carstvu ima više sakupljača poreza nego poreznih obveznika.
Car Dioklecijan (vladao 284. ‒ 305.) podijelio je 286. godine Carstvo na istočni i zapadni dio, od kojih je svaki imao posebnu upravu; međutim, ni stanovnici ni vladari nisu zapravo svoje carstvo držali podijeljenim, pošto su zakonske i upravne odluke donesene u jednome dijelu smatrane važećima i u drugome dijelu. Tajsustav u kojem su u konačnici postojala dva starija cara (augusta) i dva mlađa cezara poznat je kao tetrarhija. Godine 300., nakon još jednog građanskog rata, Konstantin Veliki (vl. 306. ‒ 337.) učinio je drevni grad Bizant carskom prijestolnicom na istoku i nazvao ga Konstantinopolom. Dioklecijan je osnažio carsku birokraciju, reformirao porezni sustav i ojačao vojsku, što je sve kupilo carstvu dodatno vrijeme, ali nije riješilo osnovne probleme s kojima se ono suočavalo, a među kojima su bili i prekomjerni porezi, opadanje prirodnog prirasta te vanjski pritisci na granicama carstva. Građanski ratovi, koji su gotovo po pravilu izbijali između dvojice suprotstavljenih careva polovinom 4. stoljeća, odvlačili su vojnike od granica carstva i olakšavali upade barbara. Tijekom 4. stoljeća rimsko je društvo poprimilo novi oblik koji se razlikuje od ranijeg klasičnog razdoblja i u kojem se procjep između bogatih i siromašnih sve više širi, a manji gradovi sve više gube na vitalnosti. Još jedna važna promjena jest proces kristijanizacije, tj. prelaska carstva na kršćanstvo, koji je trajao od 2. do 5. stoljeća.
Godine 376. Ostrogoti su bježeći od Huna dobili dopuštenje od cara Valensa (vl. 364. – 378.) da se nasele u rimskoj provinciji Traciji na Balkanskom poluotoku. To naseljavanje nije prošlo bez poteškoća, a kad su rimski dužnosnici dodatno pogoršali situaciju, Ostrogoti su počeli pljačkati i pustošiti rimske oblasti. Valens je nastojeći ugušiti nemire poginuo u borbi s Ostrogotima u bitci kod Hadrijanopola 9. kolovoza 378. godine. Osim prijetnji koje su dolazile od takvih plemenskih saveza sa sjevera, probleme su uzrokovale u unutarnje podjele, osobito podjele unutar kršćanske Crkve. Godine 400. Vizigoti su provalili u Zapadno Rimsko Carstvo i premda su nakratko bili odbijeni s Apeninskog poluotoka u konačnici su poharali Rim 410.. godine. Potom su Alani, Vandali i Svevi 406. prešli u Galiju, proširili se njome tijekom iduće tri godine i 409. preko Pirineja ušli u Hispaniju. Počela je velika seoba naroda u kojoj su se različiti narodi, isprva većinom germanski, kretali Europom. Franci, Alemani i Burgundi smjestili su se u sjevernoj Galiji, dok su se Angli, Sasi i Juti naselili u Britaniji. Tridesetih godina 5. stoljeća Huni su napali carstvo; njihov vođa, Atila (vl. 434. – 453.) predvodio je napade na Balkanski poluotok 442. i 447, na Galiju 451. i na Italiju 452. godine. Hunska prijetnja nije nestala sve do Atiline smrti 453., kad se njegov hunski plemenski savez raspao. Ove plemenske navale u potpunosti su promijenile političku i demografsku prirodu onoga što je ranije činilo Zapadno Rimsko Carstvo.
Do kraja 5. stoljeća zapadni dio Carstva podijeljen je na manje političke jedinice kojima su vladala plemena koja su podrla u ta područja početkom stoljeća. Svrgavanje posljednjeg rimskog cara na zapadu Romula Augustula 476. godine tradicionalno se smatra slomom Zapadnog Rimskog Carstva. Istočno Rimsko Carstvo, koje se nakon pada Zapadnog Carstva često naziva Bizantskim Barstvom, nije bilo sposobno uspostaviti svoju kontrolu nad izgubljenim područjima na zapadu. Bizantski carevi i dalje su pretendirali na zapadna područja, no nijedan od novih kraljeva na zapadu nije se usudio uzdignuti se na položaj cara. Bizantska kontrola nad većim dijelom zapadnih teritorija nije se mogla održati, a Justinijanova ponovna invazija Apeninskog poluotoka i nekih sredozemnih područja predstavljalo je jedinu i samo privremenu iznimku.

## Rani srednji vijek

### Nove države i društva
Politička struktura Zapadne Europe drastično se promijenila s padom Zapadnog Rimskog Carstva. Premda se kretanja narodâ u ovom razdoblju obično opisuju kao "invazije", tu se nije radilo samo o vojnim ekspedicijama, već o migracijama cijelih naroda i njihovom naseljavanju na teritoriju Carstva. Tim je kretanjima na ruku išlo odbijanje pripadnika zapadnorimske elite da pružaju materijalnu potporu vojsci i plaćaju poreze, kojima bi se mogli platiti troškovi vojnog otpora seobi naroda. Carevi 5. stoljeća često su bili pod kontrolom moćnih vojnih zapovjednika kakvi su bili Stilihon (umro 408.), Aspar (umro 471.) i Gundobad (umro 516.), koji su djelomično ili u cijelosti bili nerimskog podrijetla. Kad se niz zapadnorimskih careva završio, tog su podrijetla bili i mnogi kraljevi koji su ih zamijenili. Nisu bili rijetki brakovi između novih kraljeva i članica rimske elite. To je dovelo do miješanja elemenata rimske kulture s običajima pridošlih plemena, primjerice osnivanja narodnih skupština na kojima su muški članovi plemena uživali veću političku ulogu nego što je to bio slučaj s građanima rimske države. Ostaci materijalne kulture koje su za sobom ostavili Rimljani i barbari često su međusobno slični, a plemenske rukotvorine često su izrađivane po rimskim uzorima. Na rimskoj kulturnoj tradiciji temelji se i veći dio intelektualne i pisane kulture novih kraljevina. Jedna važna razlika bila je ta što su novi politički entiteti postupno izgubili porezne prihode. Mnogi od tih entiteta nisu više svoju vojsku uzdržavali putem poreznih prihoda nego su joj dodjeljivali zemljišne posjede ili lena. To znači da se osjećala manja potreba za velikim poreznim prihodima što je dovelo do raspada rimskog poreznog sustava. Često su izbijali ratovi unutar kraljevstava i između njih. Ropstva je nestalo, između ostalog i zato što su presušili izvori robova, a cijelo je društvo postalo više ruralno.
Između 5. i 8. stoljeća novi narodi i moćni pojedinci ispunili su prazninu koju je u politici ostavio nestanak središnje rimske uprave. Ostrogoti su se naselili u Italiji krajem 5. stoljeća i pod Teodorikom (umro 526.) uspostavili kraljevstvo za koje je bila karakteristična međusobna suradnja romanskog i ostrogotskog stanovništva, barem do posljednjih godina Teodorikove vladavine. Burgundi su naselili Galiju i nakon što su 436. Huni srušili njihovu prvu državu tijekom četrdesetih godina 5. stoljeća utemeljili su novo kraljevstvo. To se kraljestvo prostiralo na području između današnje Ženeve i Lyona i krajem 5. i početkom 6. stoljeća razvilo se u moćno kraljevstvo. U sjevernoj Galiji Franci i Briti uspostavili su svoje male državne entitete. Središte Franačke nalazilo se u sjeveroističnoj Galiji, a prvi franački kralj o kome se išta zna bio je Hilderik I. (umro 481.). Pod Hilderikovim sinom Klovigom I. (vl. 509. ‒ 511.) franačko se kraljevstvo proširilo i prešlo na kršćanstvo. Briti, podrijetlom iz Britanije nastanili su se u oblasti današnje Bretanje, koja je po njima i nazvana. Svoja su kraljevstva utemeljili i Vizigoti u Hispaniji, Svevi u sjeverozapadnoj Hispaniji te Vandali u sjevernoj Africi. U 6. stoljeću Langobardi su se nastanili u sjevernoj Italiji, gdje su Ostrogotsko Kraljevstvo zamijenili skupinom grofovija koje su povremeno birale jednoga zajedničkog kralja. Krajem 6. stoljeća tu je praksu već zamijenila stalna monarhija.
Seoba naroda dovela je u Europu nove etničke skupine, premda su neka područja pretrpjela veći, a neke manji upliv novih naroda. Primjerice, u Galiji su se pridošlice u većoj mjeri naselile u sjeveroistočnom dijelu, a u manjoj mjeri u jugozapadnome. Slavenski narodi nastanili su se u Središnjoj i Istočnoj Europi i na Balkanskom poluotoku. Naseljavanje su pratile i promjene u jeziku. Latinski su u zapadnom dijelu nekadašnjeg Rimskog Carstva postupno zamijenili jezici koju su izrasli iz latinskoga, ali su se ipak od njega razlikovali i koje se skupno nazivaju romanskim jezicima. Ove jezične promjene događale su se tijekom mnogih stoljeća. U Bizantskom Carstvu i dalje se govorio grčki jezik, no Slaveni su sa sobom u Istočnu Europu donijeli i slavenske jezike.

### Opstanak Bizanta
Dok su se na zapadu Europe stvarala nova kraljevstva, Istočno Rimsko Carstvo ostalo je netaknuto proživljavajući gospodarski oporavak koji je trajao sve do prvih desetljeća 7. stoljeća. U istočnom dijelu Carstva navale barbara nisu bile toliko brojne, a najviše ih je bilo prema Balkanskom poluotoku. Mir sa starim neprijateljem Rima Perzijom potrajao je veći dio 5. stoljeća. U istočnom su Carstvu sklopljene čvršće veze između države i kršćanske Crkve, pa su i rasprave o crkvenim doktrinama stekle važnost u političkom životu kakvu nisu imale u Zapadnoj Europi. U pravnoj sferi na istoku je izvršeno kodificiranje rimskog prava, a prvo nastojanje u tom pravcu dovršeno je 438. godine u obliku Teodozijevog zakonika. Pod carem Justinijanom (vl. 527. – 565.)napisan je još jedan zakonik Corpus iuris civilis. Justinijan je također dao sagraditi Svetu Sofiju u Carigradu i preoteo je Vandalima Sjevernu Afriku, te Ostrogotima Italiju, zahvaljujući svome vojnom zapovjedniku Belizaru (umro 565.). Do potpunog osvajanja Italije nije došlo, pošto je zbog izbijanja kuge 542. Justinijan ostatak svoje vladavine posvetio više obrambenim mjerama nego daljim osvajanjima. U trenutku careve smrti Bizantinci su pod svojom kontrolom držali većinu Italije, Sjevernu Afriku i malo uporište u južnoj Španjolskoj. Povjesničari su kritizirali Justinijanova osvajanja držeći da su ona rastegnula Carstvo izvan obranjivih granica i omogućila muslimanska osvajanja, no mnoge od teškoća s kojima su se suočili Justinijanovi nasljednici nisu bile posljedica samo visokih poreza kojima se moralo platiti njegove ratove, nego i samom prirodom Carstva koja je u svojoj biti bila civilna, što je otežavalo novačenje vojske.
U Istočnome Rimskom Carstvu dodatne je teškoće Justinijanovim nasljednicima stvarao postupni priljev Slavena na Balkanski poluotok. Njihov je dolazak u početku bio sporadičan, no do kraja petog desetljeća 6. stoljeća slavenska su se plemena već nalazila u Traciji i Iliriku, a 551. porazila su i jedan odred carske vojske kod Hadrijanopola. Tijekom 560-ih godina Avari su počeli nadirati iz svog sjedišta na sjevernoj obali Dunava, da bi do kraja 6. stoljeća postali glavnom silom u središnjoj Europi koja je bez poteškoća mogla prisiliti bizantskog cara da im plaća danak. Avari su sve do 796. godine ostali snaga s kojom se moralo računati. Do još jednog problema s kojim se Bizant morao suočiti došlo je zbog toga što se car Mauricije (vl. 585. – 602.) umiješao u perzijske prilike tako što je intervenirao u unutarnjoj borbi za perzijsko prijestolje. To je dovelo do kratkotrajnog razdoblja mira, no nakon zbacivanja Mauricija s vlasti, Perzijanci su napali Bizantsko Carstvo i tijekom vladavine cara Heraklija (vl. 610. – 641.) kontrolirali velike dijelove Carstva, uključujući Egipat, Siriju i Malu Aziju, sve dok Heraklije nije pokrenuo uspješni protunapad. Bizant je 628. godine sklopio s Perzijom mirovni ugovor i povratio sva svoja izgubljena područja. 

### Zapadnoeuropsko društvo
Od starih obitelji koje su pripadale rimskoj eliti na zapadu Europe neke su izumrle, jer su se više posvetile crkvenim nego svjetovnim poslovima. Vrijednosti koje se vezivale za antičku književnost i obrazovanje uglavnom je nestalo i, premda je pismenost i dalje bila na cijeni, ona je smatrana prije praktičnom vještinom nego obilježjem pripadnosti eliti. U 4. stoljeću Hijeronim (umro 420.) usnuo je san o tome kako ga je Bog prekorio zbog toga što više vremena provodi čitajući Cicerona nego Bibliju. U 6. stoljeću Grgur iz Toursa usnuo je sličan san, no on nije bio prekoren zbog čitanja Cicerona nego zbog toga što je učio brzopis. Do kraja 6. stoljeća ulogu temeljnog sredstva za naučavanje vjere u crkvi od pisanih knjiga preuzele su glazba i umjetnost. Intelektualna su nastojanja poglavito išla u pravcu podražavanja antičke naobrazbe, no stvorena su i neka izvorna djela, uključujući i ona koja su bila namijenjena usmenom izvođenju a koja su danas izgubljena. Tipični su za ovo razdoblje spisi Sidonija Apolinara (umro 489.), Kasiodora (umro oko 585.) i Boetija (umro oko 525.).
Do promjena je došlo i među laicima, pošto se plemićka kultura usredotočila na održavanje velikih gozbi u dvoranama a ne na književnu djelatnost. Bogati su nosili raskošnu odjeću ukrašenu draguljima i zlatom. Plemići i kraljevi uzdržavali su borce koji su stalno bili u njihovoj pratnji i predstavljali okosnicu vojske. Comitatus su činili mladići od kojih se očekivala potpuna odanost svojemu gospodaru. Ako bi poginuo njihov gospodar kome su bili prisegnuli na vjernost i od njih se samih očekivalo da se bore do smrti. Obiteljske veze u okviru elite bile su važne, a na cijeni su bile vrijednosti kao što su odanost, hrabrost i čast. Te su veze u aristokratskom društvu često dovodile do zavada kakve su, primjerice, bile one o kojima priča Grgur Turski, a koje su niknule u merovinškoj Galiji. Čini se da su ti sukobi uglavnom završavali isplatom neke vrste obeštećenja. Žene su u životu aristokratskoga društva uglavnom sudjelovale kao žene i majke muškaraca, pri čemu je uloga vladareve majke bila osobito istaknuta u merovinškoj Galiji. U anglosaskom društvu nije bilo mnogo djece na prijestolju, pa je i uloga žene kao majke malodobnog vladara bila manja, no s druge strane izraženija je bila uloga opatica. Čini se da su jedino u Italiji žene uvijek stajale pod zaštitom ili kontrolom nekog od svojih muških srodnika.
O životu sela zna se znatno manje nego o plemićkom društvu. Većina podataka kojima povjesničari danas raspolažu potječe od arheoloških nalaza, pisanih izvora o seoskom životu gotovo da i nema prije 9. stoljeća. Većina opisa života nižih društvenih slojeva potječe iz zakonskih odredbi i od pisaca koji su sami pripadali višim staležima. Oblici zemljoposjedništva nisu svugdje na zapadu bili istovjetni, primjerice u nekim su područjima prevlađivale sitne parcele, a u drugima su uobičajeni bili veliki zemljišni posjedi. Te su razlike uvjetovale razvoj vrlo raznolikih seoskih zajednica od kojih su nekima dominirali krupni zemljoposjednici iz redova aristokracije, dok su druge uživale značajan stupanj samostalnosti. I vrsta seoskih naselja bilo je mnogo. Neki su seljaci živjeli u velikim naseljima u kojima je moglo biti i do 700 stanovnika. Drugi su, pak, živjeli u malim skupinama od nekoliko obitelji, a bilo je i onih koji su živjeli na izoliranim seoskim posjedima. U nekim se područjima preplitalo i dva ili više različitih obrazaca seoskih naselja. Za razliku od stanja u kasnorimskom razdoblju, sada nije postojala oštra zakonska razlika između položaja slobodnog seljaka i plemića, te se obitelj slobodnog seljaka mogla nadati tome da će putem vojničke službe tijekom nekoliko generacija dostići rang moćnog feudalca.
Gradski život i kultura iz rimskog vremena pretrpjeli su značajne promjene tijekom ranog srednjeg vijeka. Premda je u italskim gradovima i dalje živjelo mnogo stanovnika, njihova se veličina ipak značajno smanjila. Stanovništvo Rima primjerice, u kojemu su nekad živjele stotine tisuća građana, smanjilo se do kraja 6. stoljeća na 30 000 ljudi. Rimski hramovi pretvoreni su u kršćanske crkve, dok su gradske zidine  ostale u uporabi. Gradovi su se smanjili i u sjevernoj Europi, a gradske strukture i druge javne građevine rušene su da bi se dobio građevinski materijal. Osnnivanje novih kraljevstava često je dovodio do porasta gradova koji su bili odabrani za nove prijestolnice. Premda je još u antici židovskih zajednica bilo u mnogim rimskim gradovima, Židovi su nakon kristijanizacije Carstva prolazili kroz razdoblja povremenih progona. Židove se službeno toleriralo, premda ih se nastojalo preobratiti na kršćanstvo, a povremeno ih se i ohrabrivalo da se nastane u novim područjima.

### Uspon islama
Vjerski osjećaji u Bizantskom Carstvu i Perziji nalazili su se u stanju previranja krajem 6. i početkom 7. stoljeća. Judaizam je bila religija koja je aktivno djelovala na preobraćanju i zna se za barem jednog arapskog vođu koji je i prešao na judaizam. Du Nuvas je bio vladar područja u današnjem Jemenu i prihvatio je judaizam 525. godine, a progon kršćana koji je zatim pokrenuo završio se tako što je Aksumsko kraljevstvo s područja Etiopije napalo i naposljetku zauzelo njegovu državu. Kršćanska poslanstva natjecala su se s perzijskim zoroastrizmom u nastojanju da pridobiju nove vjernike, osobito među stanovnicima Arapskog poluotoka. Sve su se te religije našle u istom položaju kad je u Arabiji na povijesnu scenu stupio islam tijekom života proroka Muhameda (umro 632.). Nakon njegove smrti muslimanski su borci zauzeli velike dijelove Bizantskog Carstva i Perzije, počevši od Sirije 634. – 635. godine, preko Egipta 640. – 641., Perzije između 637. i 642. godine, sve do Sjeverne Afrike krajem 7. stoljeća i Pirinejskog poluotoka 711. godine. Do 711. godine muslimani su uspostavili kontrolu nad većim dijelom tog poluotoka, područje koje su nazvali Al-Andalus.
Muslimanska su osvajanja svoj vrhunac dosegla polovinom 8. stoljeća. Nakon poraza muslimanske vojske kod Poitiersa 732. godine Franci su ponovo zauzeli južnu Francusku, no za zaustavljanje uspona islama u Europi najveće zasluge ima zbacivanje omejidske dinastije, na čije je mjesto došla abasidska dinastija. Abasidi su svoju prijestolnicu preselili u Bagdad i više su se bavili Bliskim istokom nego Europom, te su izgubili kontrolu nad nekim dijelovima muslimanskih područja. Potomci Omejadâ vladali su Pirinejskim poluotokom, Aglabidi su držali sjevernu Afriku, a Tulunidi su zavladali Egiptom. Do polovice 8. stoljeća na Sredozemlju su nikli novi oblici trgovine, primjerice trgovina između Franaka i Arapa zamijenila je nekadašnje rimske trgovačke obrasce. Franci su izvozili drvnu građu, krzno, mačeve i robove, a od Arapa su uvozili svilu i druge tkanine te začine i plemenite metale.

### Gospodarstvo
Seobe i ratovi prekinuli su u 4. i 5. stoljeću trgovačke putove u području Sredozemlja. Prekinut je dotok afričke robe u Europu, pa je ona prvo nestala u unutrašnjosti kontinenta, a 7. stoljeću mogla se naći tek u nekoliko gradova poput Rima i Napulja. Do kraja 7. stoljeća pod utjecajem muslimanskih osvajanja afričkih je proizvoda posve nestalo u Zapadnoj Europi. Tijekom ranog srednjeg vijeka u svim područjima koje su nekad činile Rimsko Carstvo pojavljuju se lokalni proizvodi kojima se nastoji zamijeniti robu koja je ranije stizala iz uvoza. To je bilo karakteristično osobito za područja koja nisu pripadala sredozemnom području, kao što su sjeverna Galija i Britanija. Proizvodi iz uvoza na koje se nalazi u arheološkim istraživanjima obično predstavljaju luksuznu robu. U sjevernoeuropskim područjima ne samo da su trgovinske mreže bile lokalnog karaktera, nego je i roba koja se prevozila bila vrlo jednostavna, s tek malo grnčarije i drugih složenih proizvoda. Na Sredozemlju je grnčarija i dalje bila dominantna i čini se da se nije proizvodila samo lokalno, nego da se njome i trgovalo putem mrežâ srednjeg dosega.
Razne germanske države na Zapadu kovale su svoj novac, koji je reflektirao postojeće rimske i bizantske oblike. Zlatni se novac kovao sve do kraja 7. stoljeća, kad ga je zamijenio srebrni. Temeljni srebrni novac u Franačkoj bio je denarij (denarius) ili denijer (denier), dok se anglosaska inačica zvala peni (penny). Iz tih su se područja denijer i peni u razdoblju između 700. i 1000. godine proširili po cijeloj Europi. Bakreni i brončani novac nije kovan, kao ni zlatni, osim u južnoj Europi. Ni srebrni novac nije kovan u različitim apoenima.

### Crkva i redovništvo
Kršćanstvo je prije arapskih osvajanja predstavljalo jedan od najvećih faktora jedinstva između Istočne i Zapadne Europe, no osvajanje Sjeverne Afrike prekinulo je pomorske veze između ta dva područja. Između zapadne i bizantske crkve nastajale su sve veće razlike u jeziku, običajima i bogoslužju. U istočnoj se crkvi koristio grčki, a u zapadnoj latinski jezik. Pojavile su se teološke i političke razlike, a u prvoj polovici 8. stoljeća pitanja kao što su ikonoklazam, svećenički brak i državna kontrola nad crkvom postala su dominantna u tolikom stupnju da su kulturne i vjerske razlike prevladale nad sličnostima. Do formalnog raskola došlo je 1054. godine, kad su se rimski papa i carigradski patrijarh sukobili oko papinske supremacije i kasnije ekskomunicirali jedan drugoga, što je dovelo do podjele kršćanske zajednice na dvije crkve: zapadna je grana postala rimokatolička crkva, a istočna grana pravoslavna crkva.
Crkvena struktura kakva je postojala u Rimskome Carstvu preživjela je na Zapadu seobe naroda i barbarske navale u uglavnom netaknutu obliku, no papinstvo je nije osobito cijenilo i malo se zapadnih biskupa okretalo biskupu u Rima u potrazi za vjerskim ili političkim vodstvom. Mnogi pape prije 750. godine više su se bavili bizantskim prilikama i teološkim raspravama na kršćanskome Istoku. Sačuvana su mnogobrojna pisma pape Grgura Velikog (papa 590. – 604.) od kojih se najveći broj bavi prilikama u Italiji i Carigradu. Papa je značajniji utjecaj imao jedino u Britaniji, kamo je Grgur 597. godine poslao poslanstvo sa zadatkom da preobrati Anglosase u kršćanstvo. Irski misionari bili su najaktivniji u Zapadnoj Europi u razdoblju između 5. i 7. stoljeća. Prvo su posjetili Englesku i Škotsku, a zatim su prešli u kontinentalnu Europu. Pod vodstvom redovnika kao što su Kolumba (umro 597.) i Kolumban (umro 615.) osnivali su samostane, podučavali su latinski i grčki te pisali vjerska i svjetovna djela.
U ranom srednjem vijeku došlo je do uspona redovništva na Zapadu. Oblik europskog redovništva diktirale su tradicije i ideje koje su potekle od pustinjskih otaca u Egiptu i Siriji. Većina europskih samostana usredotočila se na zajedničko iskustvo duhovnog života, a ta vrsta redovništva, koju je u 4. stoljeću razvio Pahomije (umro 348.), naziva se cenobitskim. Samostanski su se ideali proširili iz Egipta po Zapadnoj Europi tijekom 5. i 6. stoljeća putem hagiografskih spisa, kao što je Život Antonijev. Benedikt iz Nursije (umro 547.) napisao je u 6. stoljeću benediktinska pravila za samostane na Zapadu, gdje su popisane upravne i duhovne dužnosti zajednice redovnikâ na čijem se čelu nalazi jedan opat. Redovnici i samostani snažno su utjecali na vjerski i politički život u ranom srednjem vijeku, djelujući kao povjerenici moćnih zemljoposjedničkih obitelji, kao središta promidžbe i potpore vladara u novoosvojenim područjima, te kao polazne točke za misije i širenje kršćanstva. Samostani su bili glavna i nerijetko jedina središta naobrazbe i pismenosti u određenoom području. Mnogi od sačuvanih rukopisa antičke rimske književnosti prepisani su u samostanima tijekom ranog srednjeg vijeka. Redovnici su pisali i vlastita djela na latinskom jeziku, koji su obrađivali povijesne, teološke i druge teme, primjerice Beda Časni (umro 735.) rodom iz sjeverne Engleske, koji je stvarao krajem 7. i početkom 8. stoljeća.

### Karolinška Europa
Franačko se kraljevstvo u sjevernoj Galiji tijekom 6. i 7. stoljeća podijelilo na Austraziju, Neustriju i Burgundiju, u svakoj od kojih je vladala merovinška dinastija. Sedmo je stoljeće bilo nemirno razdoblje ratova između Austrazije i Nesturije. Te ratove iskoristio je Pipin (umro 640.), majordom austrazijski, koji je postao iznimno moćan na austrazijskom dvoru. Njegovi su potomci naslijedili tu dužnost i djelovali kao savjetnici i regenti. Jedan od njih, Karlo Martel (umro 741.), pobijedio je u bitci kod Poitiersa 732. i tako zaustavio napredovanje muslimanske vojske preko Pirineja. Na Britanskom otočju razvilo se više manjih država među kojima su najvažnije bile kraljevine Nortumbrija, Mercija, Wessex i Istočna Anglija i kojima su vladali potomci anglosaskih osvajača. Manja kraljevstva u današnjem Walesu i Škotskoj ostali su pod kontrolom autohtonih naroda Brita i Pikta. Irska je bila podijeljena na još manje političke jedinice kojima su također vladali kraljevi i koje se obično nazivaju plemenskim kraljevstvima. Lokalnih kraljeva u Irskoj bilo je možda i 150, no nisu svi bili jednake važnosti.
Karolinška dinastija, tj. potomci Karla Martela službeno je preuzela kontrolu nad austrazijskim i neustrijskim kraljevstvom u svojevrsnom puču koji je 753. godine predvodio Pipin III. (vl. 752. – 768.). Jedna suvremena kronika tvrdi da je Pipin od pape Stjepana II. (papa 752. – 757.) tražio i dobio pristanak za taj puč. Pipinovo preuzimanje vlasti osnažile su ciljano proširene glasine koje su Merovinge prikazivale kao nesposobne i okrutne tirane, veličale dostignuća Karla Martela i širile priče o iznimnoj pobožnosti Karolingâ. Nakon Pipinove smrti 768. godine njegovo je kraljevstvo ostalo dvojici njegovih sinova, Karlu (vl. 768. – 814.) i Karlomanu (vl. 768. – 771.). Kad je Karloman umro prirodnom smrću, Karlo je spriječio stupanje na vlast Karlomanova mladoga sina i sâm se proglasio vladarom ujedinjene austrazijsko-neustrijske kraljevine. Karlo, poznatiji kao Karlo Veliki, pokrenuo je 744. godine program sustavnog širenja vlasti, što je naposljetku za posljedicu imalo ujedinjenje velikog dijela Europe, odnosno današnje Francuske, sjeverne Italije i Saske. Tijekom ratova, koji su trajali i nakon 800. godine, nagrađivao je svoje saveznike ratnim plijenom i zemljišnim posjedima. Karlo Veliki je 774. godine pokorio Langobarde, što je oslobodilo papu straha od langobardskog osvajanja i označilo početak papinske države.
Krunidba Karla Velikoga za cara na Božić 800. godine smatra se prekretnicom u povijesti srednjega vijeka i svojevrsnu obnovu Zapadnog Rimskog Carstva, pošto je novi car vladao velikim dijelom područja koja se nekoć nalazila pod vlašću zapadnorimskih careva. Ona označava i promjenu u odnosu Karla Velikoga prema Bizantskom Carstvu, pošto je uzimanjem carskoga naslova istaknuo jednakost karolinške države u odnosu na bizantsku. Novoosnovano Karolinško Carstvo imalo je neka obilježja po kojima se razlikovalo kako u odnosu na staro Zapadno Rimsko Carstvo, tako i u odnosu na suvremeno Bizantsko Carstvo. Franačka je zemlja po svojemu temeljnome obilježju bila ruralna s tek nekoliko manjih gradova. Većina njezinih stanovnika bili su zemljoradnici koji su živjeli na malim posjedima. Gotovo da nije bilo trgovine, a ono malo trgovinskih veza što je postojalo održavalo se s Britanskim otočjem i Skandinavijom za razliku od nekadašnjeg Rimskog Carstva i njegovih trgovačkih putova usredotočenih na prostor Sredozemlja. Carstvom je upravljao putujući dvor koji je putovao s carem, te nekih tri stotine carskih dužnosnika koji su se zvali grofovi i koji su upravljali grofovijama na koje je carstvo bilo podijeljeno. Svećenstvo i lokalni biskupi također su služili kao državni dužnosnici, dok su carski službenici poznati kao missi dominici vršili poslove nadzornika i posrednika u rješavanju problema.

### Karolinška renesansa
Dvor Karla Velikog u Aachenu bio je središte kulturne obnove koja se nekad naziva karolinškom renesansom. U tom je razdoblju došlo do porasta pismenosti, razvitka umjetnosti, arhitekture i pravne znanosti, kao i pojačanog zanimanja za liturgijska i biblijska pitanja. Engleski redovnik Alkuin (umro 804.) bio je pozvan u Aachen i sa sobom je donio model naobrazbe kakva se prakticirala u nortumbrijskim samostanima. U carevoj kancelariji, tj. pisarnici, koristio se novi oblik latinskoga pisma koji se danas naziva karolinškom minuskulom, što je doprinijelo razvoju jedinstvenog oblika pisma i tako unaprijedilo komunikaciju širom velikog dijela Europe. Karlo Veliki je promicao promjene u crkvenom bogoslužju i u svojim područjima nametao rimske crkvene obrede i gregorijanske napjeve u liturgijskoj crkvenoj glazbi. Jedna od važnijih djelatnosti učenjaka u ovome je razdoblju bilo prepisivanje, ispravljanje i širenje temeljnih djela na vjerske i svjetovne teme s ciljem da se potakne učenje. Pisana su i nova djela na religijske teme, kao i novi udžbenici. Gramatičari su u tom razdoblju promijenili latinski jezik, koji je iz klasičnog oblika kakav je postojao u vrijeme Rimskoga Carstva postao fleksibilniji, te mogao zadovoljiti potrebe crkve i carske uprave. Do Karlovog se vremena latinski već toliko razlikovao od klasičnog jezika da je kasnije nazvan srednjovjekovnim latinskim jezikom.

### Raspad Karlovog carstva
Slijedeći franačku tradiciju Karlo Veliki planirao je podijeliti svoje kraljevstvo među svim svojim nasljednicima, no u toj nakani nije uspio pošto je do 813. godine u životu ostao samo jedan njegov sin Ludvig Pobožni (vl. 814. – 840.). Netom prije no što je Karlo umro 814. godine dao je okruniti Ludviga kao svoga nasljednika. Ludovikovu 26-godišnju vladavinu obilježile su brojne podjele carstva među njegovim sinovima, a nakon 829. godine buknuli su i građanski ratovi između različitih saveza oca i njegovih sinova oko kontrole nad različitim dijelovima Carstva. Naposljetku je Ludvig priznao za cara svoga najstarijega sina, Lotara I. (umro 855.) i predao mu Italiju. Ostatak svoga Carstva Ludvig je podijelio između Lotara i svoga najmlađeg sina, Karla Ćelavog (umro 877.). Lotar je uzeo Istočnu Franačku koja se protezala s obe strane rijeke Rajne i dalje na istok, dok je Karlo kontrolirao Zapadnu Franačku, zapadno od rajnske oblasti i Alpa. Srednji sin, Ludvig Njemački (umro 876.), koji nije odustajao od pobune, naposljetku je dobio na upravu Bavarsku pod sizerenitetom svoga starijeg brata. No ova podjela nije bila univerzalno prihvaćena. Carev Pipin II. Akvitanski (umro nakon 864.) digao je pobunu tražeći vlast nad Akvitanijom, dok je Ludvig Njemački pokušao anektirati cijelu Istočnu Franačku. Ludvig Pobožni umro je 840. godine ostavljajući za sobom carstvo u kaosu.
Nakon njegove smrti uslijedio je trogodišnji građanski rat. Verdunskim ugovorom (843.) iz Rajne i Rone utemeljeno je kraljevstvo koje je, uz Italiju, dobio Lotar, a priznat mu je i carski naslov. Ludvig Njemački kontrolirao je Bavarsku i istočna područja današnje Njemačke. Karlo Ćelavi dobio je zapadne franačke zemlje, koje su činile veći dio današnje Francuske. Unuci i praunuci Karla Velikog dijelili su svoja kraljevstva među potomcima i naposljetku uništili svu unutarnju koheziju. Karolinška je dinastija u zapadnim područjima svrgnuta 987. godine, kad je za kralja okrunjen Hugo Kapet (vl. 987. – 996.). U istočnim područjima karolinška je dinastija izumrla još 911. godine kad je umro Ludovik Dijete, a za kralja bio izabran Konrad I. (vl. 911. – 918.), koji nije bio u srodstvu s Karolinzima.
Raspad Karolinškog Carstva pratile su seobe i navale vanjskih neprijatelja. Atlantske i sjeverne obale napadali su Vikinzi, koji su pustošili i britanske otoke, gdje su se i naselili, a nastanili su se i na Islandu. Godine 911. vikinški vođa Rolon (umro oko 931.) dobio je dopuštenje od franačkog kralja Karla Jednostavnog (vl. 898. – 922.) da se Vikinzi nastane u područje koje će postati poznato kao Normandija. Istočni dijelovi franačkih zemalja, posebice Njemačka i Italija, nalazili su se pod stalnim napadima Mađara sve dok ovi nisu poraženi u bitci kod Lechfelda 955. godine. Slomom abasidske dinastije islamski se svijet raspao u manje državne entitete od kojih su se neki počeli širiti prema Italiji i Siciliji, te preko Pirineja u južne dijelove franačkih zemalja.

### Nova kraljevstva i oživljavanje Bizanta
Napori lokalnih vladara da se suprotstave osvajačima doveli su do uspostavljanja novih političkih entiteta. U anglosaksonskoj Engleskoj kralj Alfred Veliki (vl. 871. – 899.) krajem 9. stoljeća sklopio je sporazum s vikinškim napadačima, koji je doveo do naseljavanja Danaca u Nortumbriji, Merciji i dijelovima istočne Anglije. Do polovine 10. stoljeća Alfredovi su nasljednici osvojili Nortumbriju i ponovno uspostavili englesku vlast nad većim dijelom južne Britanije. U sjevernoj Britaniji Kenneth MacAlpin (umro oko 860.) ujedinio je Pikte i Škote u Kraljevinu Albu. Početkom 10. stoljeća u Njemačkoj se učvrstila otonska dinastija, koja je snažno nastojala odbiti mađarske napade. Njezini su napori kulminirali 962. godine krunidbom Otona I. (vl. 936. – 973.) za cara Svetog Rimskog Carstva. On je 972. godine isposlovao i bizantsko priznanje njegova carskoga naslova, što je bilo zapečaćeno ženidbom njegova sina Otona II. (vl. 967. – 983.) za Teofanu (umrla 991.), kćer Romana II. (vl. 959. – 963.), jednog od prethodnih bizantskih careva. Krajem 10. stoljeća, nakon jednog nestabilnog razdoblja, Italija je ušla u sferu otonskog carstva. Oton III. (vl. 996. – 1002.) kasni dio svoje vladavine proveo je uglavnom u Italiji. Zapadno Franačko Kraljevstvo bilo je više fragmenirano i, premda su nominalno njime i dalje vladali kraljevi, velik dio političke moći ležao je u rukama lokalnih gospodara.
Kršćanske misije u Skandinaviji tijekom 9. i 10. stoljeća doprinijele su usponu kraljevina kao što su Švedska, Danska i Norveška, koje su dobile na snazi i proširile svoje teritorije. Neki su se kraljevi preobratili u kršćanstvo, no tek do 1000. godine to su učinili svi. Skandinavci su se širili po Europi i osnivali svoje naseobine. Pored naseobina u Irskoj, Engleskoj i Normandiji, nastanili su se i na Islandu i u područjima koja će postati Rusija. Švedski trgovci i osvajači spuštali su se rijekama preko ruskih stepa i čak pokušali zauzeti Carigrad 860. i 907. godine. Kršćanska Španjolska, koja je u početku bila satjerana u tek malo područje na sjeveru Pirinejskog poluotoka, postupno se tijekom 9. i 10. stoljeća širila na jug, gdje su osnovane kraljevine Asturija i León.
Na istoku je Bizant proživljavao novi uspon pod carevima pripadnicima makedonske dinastije Bazilijem I. Makedoncem (vl. 867. – 886.) i njegovim nasljednicima Lavom VI. Mudrim, (vl. 886. – 912.) i Konstantinom VII. Porfirogenetom (vl. 913. – 959.). Trgovina je ponovno oživjela, a a carevi su nadzirali uspostavljanje i širenje jedinstvene uprave nad svim bizantskim pokrajinama. Vojska je reorganizirana, što je carevima Ivanu I. Cimiskom (vl. 969. – 976.) i Baziliju II (vl. 976. – 1025.) omogućilo da na svim stranama prošire granice Carstva. Carski je dvor bio središte obnove antičke naobrazbe, koja je poznata kao makedonska renesansa. Pisci poput Ivana Geometra (početak 10. st.) sastavljali su nove himne, pjesme i druga djela. Kršćanske misije koje je slalo i istočno i zapadno svećenstvo uspjele su pokrstiti Moravce, Bugare, Čehe, Poljake, Mađare i Slavene u Kijevskoj Rusi. Ovi procesi kristijanizacije doprinijeli su uspostavljanju državnih entiteta u područjima gdje su ti narodi živjeli Moravskoj, Bugarskoj, Bohemiji, Mađarskoj, Poljskoj i Kijevskoj Rusi. Bugarska, koja je osnovana oko 680. godine, na svojem se vrhuncu prostirala od Budimpešte do Crnoga mora i od Dnjepra u današnjoj Ukrajini do Jadranskoga mora. Do 1018. godine i posljednji su se bugarski plemići predali Bizantskom Carstvu.

### Umjetnost
Nakon Konstantinovih bazilika u 4. stoljeću sve do 8. stoljeća gotovo da uopće nisu građene nove velike strukture od kamena, premda je tijekom 6. i 7. stoljeća podignuto mnoštvo manjih kamenih građevina. Do početka 8. stoljeća u karolinškom je carstvu oživjela bazilika kao arhitektonski oblik. Jedno od obilježja bazilike jest uporaba transepta, tj. "ruku" građevine u obliku križa koje stoje okomito u odnosu na dugi brod. Među drugim novim obilježjima arhitekture nalaze se križište i monumentalni ulaz u crkvu, obično na zapadnoj strani građevine.
Karolinška umjetnost stvarana je za malu skupinu dvorjana i za samostane i crkve koje su oni podupirali. Tom su umjetnošću dominirala nastojanja da se dostigne dostojanstvo i klasicizam carske rimske i bizantske umjetnosti, ali je na nju utjecala i otočna umjetnost Britanskih otoka. U insularnoj se umjetnosti energija irsko-keltskog i anglosakonsko-germanskog ornamentalnog stila spajala s mediteranskim oblicima kao što je knjiga; ta je umjetnost utemeljila mnoga obilježja umjetnosti koja će opstati tijekom cijelog srednjovjekovnog razdoblja. Sačuvana religijska djela iz razdoblja ranog srednjeg vijeka većinom čine oslikani rukopisi i izrezbareni predmeti od bjelokosti, izrađivani izvorno za metalne predmete koji su u međuvremenu rastaljeni. Predmeti od plemenitih metala bili su najcjenjeniji umjetnički oblici, no gotovo svi su danas izgubljeni osim nekoliko primjeraka, kao što su Lotarov križ, nekoliko relikvija, nalaza u anglosaksonskoj grobnici na lokalitetu Sutton Hoo, ostava blaga u Gourdonu iz merovinške Francuske, blaga iz Guarrazara iz vizigotske Španjolske i blaga iz Nagyszentmiklósa u blizini bizantskoga teritorija. Pronađeni su i veliki broševi u obliku fibule ili penanulara, koji su predstavljali jedan od glavnih ukrasnih elemenata pripadnika elite i među kojima je i irski broš iz Tare. Od knjiga, bogato su se ukrašavala uglavnom evanđelja, koja su se sačuvala u većem broju, među njima i Knjiga Kellsa, Lindisfarnska evanđelja i carski Zlatni kodeks sv. Emerama, koji je jedan od rijetkih u kojemu je sačuvan "draguljarski uvez" od zlata prekrivenog draguljima. Čini se da je dvor Karla Velikog bio zaslužan za prihvaćanje figurativne monumentalne skulpture u kršćanskoj umjetnosti, a do kraja ovog razdoblja u važnim su crkvama postale uobičajene figure u gotovo prirodnoj veličini kao što je, primjerice, Geronov križ.

### Vojno-tehnološka dostignuća
U vrijeme kasnog Rimskog Carstva glavni razvoj u pogledu vojne taktike bilo je nastojanje da se stvori učinkovita konjička snaga, kao i visokospecijalizirane vrste vojnih odreda. Uvođenje teško naoružanih konjanika nalik na katafrakte predstavljao je važno obilježje rimske vojske u 5. stoljeću. Različiti osvajači imali su i različite temeljne vrste vojnika od pretežito pješčkih postrojbi Angla i Sasa što su napadali Britaniju do Vandala i Vizigota čije su vojske uključivale i značajan konjički element. Tijekom ranog razdoblja barbarskih invazija stremen još nije bio uveden u uporabu što je ograničavalo učinkovitost konjice kao napadačke jedinice, pošto nije bilo moguće svu snagu konja i jahača iskoristiti u udarima koje je jahač zadavao. Najveća je promjena u vojnoj sferi tijekom razdoblja invazija bilo prihvaćanje hunskog kompozitnog luka umjesto ranijeg i slabijeg skitskog kompozitnog luka. Osim toga, sve su se više koristili dugi mačevi, a došlo je i do postupne zamjene ljuskastog oklopa (koji nalikuje pokrivaču od krljušti) verižnim (nalik na lanac i izrađenim od metalne žice) i lamelarnim oklopom (sastavljenim iz pravokutnih pločica).
Pješaštvo i laka konjica počeli su gubiti na važnosti početkom karolinškog razdoblja, kad je sve veću ulogu dobila elitna teška konjica. Obavezno novačenje slobodnog stanovništva također se provodilo u znatno manjoj mjeri tijekom karolinškog razdoblja. Premda je veći dio karolinške vojske bio opremljen konjima, čini se da je jedan značajan dio zapravo predstavljalo konjičko pješaštvo, a ne istinsku konjicu. Jedina je iznimka bila anglosaksonska Engleska, gdje su vojske još uvijek bile sastavljene od vojnika unovačenih na lokalnoj razini; takva se vojska zvala fyrd i njome su zapovijedali pripadnici lokalne elite. Jedna od glavnih promjena u vojnoj tehnologiji bio je povratak samostrela, koji se koristio u antici, a zatim je ponovno ušao u uporabu kao vojno oružje krajem ranog srednjeg vijeka. Još jedna promjena bilo je uvođenje stremena, što je povećalo učinkovitost konjice kao napadačke jedinice. Uporaba potkove, koja je omogućila korištenje konja i na stjenovitom terenu, predstavljala je tehnološki napredak čije su implikacije daleko prevazišle vojnu sferu.

## Razvijeni srednji vijek

### Društvo i gospodarstvo
U razvijenom srednjem vijeku došlo je do povećanja broja stanovništva. Procijenjeno stanovništvo Europe poraslo je s 35 na 80 milijuna između 1000. i 1347. godine, iako su točni uzroci još uvijek nejasni. Neki od uzroka jesu poboljšane poljoprivredne tehnike, pad robovlasništva, blaža klima, kao i činjenica da u tom razdoblju nije bilo vanjskih invazija. Čak 90% europske populacije i dalje je činilo ruralno stanovništvo. Mnogi više nisu obitavali na izoliranim farmama već se se skupljali u malene zajednice, koje se obično nazivaju imanjima ili selima. Ti su seljaci često bili podanici plemića i plaćali im najam i pružali druge usluge, što je dio sustava koji se naziva kmetstvom. Ostalo je nekoliko slobodnih seljaka u tom razdoblju i nakon njega, pri čemu ih je više bilo u južnoeuropskim regijama nego na sjeveru. Praksa obrađivanja novog zemljišta pružanjem poticaja seljacima koji bi se na njemu naselili također je doprinijela širenju populacije.
U ostale slojeve društva spadalo je plemstvo, svećenstvo i pučanstvo. Plemići, kako oni s plemićkom titulom tako i obični vitezovi, iskorištavali su imanja i seljake premda nisu izravno posjedovali zemljište nego primali prava na dohodak od imanja ili drugog zemljišta od vladara sustavom feudalizma. Tijekom 11. i 12. stoljeća ta imanja ili feudi postala su nasljedna i u većini se mjesta više nisu mogla dijeliti među svim nasljednicima kao što je bio slučaj u ranom srednjem vijeku. Umjesto toga, većinu feuda i zemljišta nasljeđivao je najstariji sin. Dominacija plemstva zasnivala se na njihovoj kontroli zemljišta, vojnoj službi u teškoj konjici, kontroli zamkova i raznim oslobađanjima od poreza ili drugih nameta. U početku građene od drveta a kasnije i od kamena, zamkove su počeli podizati u 9. i 10. stoljeću kao odgovor na nasilje toga razdoblja, te su oni pružali zaštitu od napadača kao i obranu od rivala. Kontrola zamkova omogućila je plemićima da se suprotstavljaju i kraljevima ili drugim vladarima. Plemstvo je bilo slojevito. Kraljevi i najviše plemstvo kontrolirali su veliki broj ljudi i velike površine zemlje, te ostale plemiće. Ispod njih niže je plemstvo imalo vlast nad manjim područjima i nad manjim brojem ljudi. Vitezovi su bili najniže plemstvo, kontrolirali su zemljište, ali ga nisu posjedovali, i morali su služiti ostale plemiće.
Svećenstvo se dijelilo na dvije vrste: svjetovno svećenstvo koje je živjelo u svijetu i redovno svećenstvo koje je živjelo pod vjerskim pravilima i čiji su pripadnici obično bili redovnici. Tijekom razvijenog srednjeg vijeka redovnici su ostali veoma malen dio populacije i obično ih nije bilo više od jedan posto ukupnog stanovništva. Većina redovnog svećenstva potjecala je iz plemstva, iste društvene klase koja je služila kao plodno tlo za regrutiranje u gornje slojeve sekularnog svećenstva. Lokalni župnici često su birani iz seljačke klase. Stanovnici gradova bili su u donekle neobičnoome položaju, pošto se nisu uklapali u uobičajenu trodjelnu podjelu društva na plemstvo, svećenstvo i seljake. Tijekom 12. i 13. stoljeća broj građana značajno se povećao zato što su postojeći gradovi rasli, a osnivali su se i novi. Međutim, tijekom cijelog srednjeg vijeka stanovništvo gradova vjerojatno nikada nije prešlo 10% ukupne populacije.
Tijekom ovog razdoblja i Židovi su se raširili po Europi. Zajednice su osnovane u Njemačkoj i Engleskoj u 11. i 12. stoljeću, ali su španjolski Židovi, odavno naseljeni u Španjolskoj pod muslimanima, došli pod kršćansku vladavinu i suočavali se sa sve većim pritiskom da pređu na kršćanstvo. Većina Židova bila je ograničena na gradove, pošto im je bilo zabranjeno posjedovati zemljište ili postati seljacima. Osim Židova, postojali su i drugi nekršćani na rubovima Europe – poganski Slaveni u istočnoj Europi i muslimani u južnoj Europi.
Žene su u srednjem vijeku službeno morale biti podređene nekom muškarcu, bilo ocu, mužu ili nekom drugom srodniku. Udovice, kojima se često omogućavao visok stupanj kontrole nad vlastitim životom, ipak su bile zakonski ograničene. Ženski poslovi uglavnom su se sastojali od vođenja domaćinstva i drugih zadataka u vezi s domaćinstvom. Seljanke su obično bile odgovorne za brigu o domaćinstvu, djeci, kao i vrtu i domaćim životinjama u blizini kuće. Mogle su dopuniti kućni dohodak predenjem ili fermentiranjem piva kod kuće. U vrijeme žetve od njih se očekivalo i da pomognu u poljskim poslovima. Građanke, kao i seljanke, bile su odgovorne za domaćinstvo, a mogle su se baviti i trgovinom. Koja je trgovina bila dostupna ženama ovisilo je o državi i razdoblju. Plemkinje su bile odgovorne za upravljanje domaćinstvom, a ponekada se moglo očekivati od njih i da upravljaju cijelim imanjem u slučaju odsutnosti muškog srodnika, ali im je obično bilo zabranjeno sudjelovanje u vojsci ili vladinim poslovima. Jedina uloga u Crkvi otvorena za žene bio je položaj redovnice pošto nisu mogle postati svećenice.
U središnjoj i Sjevernoj Italiji i Flandriji, uspon gradova koji su u određenoj mjeri bili samoupravni potakao je gospodarski rast i otvorio put nastanku nove vrste trgovinskih udruženja. Trgovački gradovi na obalama Baltika stupili su u dogovore poznate kao Hanzeatski savez, a talijanske pomorske republike poput Venecije, Ženeve i Pise proširile su svoju trgovinu po cijelom Sredozemlju. Veliki trgovinski sajmovi osnovani su i uzeli maha u sjevernoj Francuskoj tijekom tog perioda, omogućivši talijanskim i njemačkim trgovcima da trguju međusobno, kao i sa lokalnim trgovcima. U kasnom 13. stoljeću po prvi put su iskorištene kopnene i morske rute prema Dalekom istoku, koje je trgovac Marko Polo (umro 1324.) opisao u svom djelu Putovanja Marka Pola. Pored razvoja trgovine, poljoprivredni i tehnološki napredak omogućio je povećanje prinosa usjeva, što je zauzvrat omogućilo širenje trgovačkih mreža. Rastuća trgovinska razmjena dovela je do novih metoda rukovanja novcem, a zlatne kovanice ponovo su se počele kovati u Europi, najprije u Italiji, a kasnije u Francuskoj i ostalim zemljama. Pojavili su se novi oblici trgovačkih ugovora, koji su omogućili zajednički udio trgovaca u rizicima. Poboljšale su se računovodstvene metode, djelomično upotrebom dvojnog knjigovodstva, također su se pojavili i akreditivi, koji su omogućili lakši prijenos novca.

### Uspon državne vlasti
Razvijeni srednji vijek bio je formativno razdoblje u povijesti modernih zapadnih država. Kraljevi u Francuskoj, Engleskoj i Španjolskoj učvrstili su svoju moć i uspostavili trajne institucije vlasti. Nove kraljevine poput Ugarske i Poljske, nakon prijelaza na kršćanstvo, postale su srednjeeuropske sile. Mađari su nastanili Mađarsku oko 900. godine pod kraljem Arpadom (umro 907.) nakon niza invazija u 9. stoljeću. Papinstvo, dugo vezano za ideologiju neovisnosti od svjetovnih kraljeva, po prvi je put preuzelo svjetovnu vlast nad čitavim kršćanskim svijetom. Papinska monarhija dostigla je svoj vrhunac u ranom 13. stoljeću pod pontifikatom Inocenta III. (papa 1198. – 1216.). Sjeverni križarski ratovi i napredak kršćanskih kraljevstava i vojnih redova u prethodno poganskim oblastima na Baltiku i na sjeveroistoku Finske izazvali su prisilnu asimilaciju velikog dijela lokalnog stanovništva u europsku kulturu.
Tijekom ranog razdoblja razvijenog srednjeg vijeka Njemačkom je vladala otonska dinastija, koja se borila za kontrolu nad moćnim vojvodama koji su vladali teritorijalnim vojvodstvima još od razdoblja migracija. Njih je 1024. zamijenila salijska dinastija, koja se sukobila s papom pod carem Henrikom IV. (vl. 1084. – 1105.) oko crkvenih imenovanja u sklopu borbe za investituru. Njegovi nasljednici nastavili su borbu protiv pape i njemačkog plemstva. Nakon smrti cara Henrika V. (vl. 1111. – 1125.), koji je umro bez nasljednika, uslijedilo je razdoblje nestabilnosti, sve dok Fridrik I. Barbarossa (vl. 1155. – 1190.) nije preuzeo carsko prijestolje. Iako je dobro i učinkovito vladao, problemi oko nasljedstva su ostali, te su se njegovi nasljednici nastavili boriti i u 13. stoljeću. Barbarossin unuk, Fridrik II. (vl. 1220. – 1250.), koji je također bio prestolonasljednik Sicilije preko svoje majke, često je ulazio u sukobe sa papom. Njegov je dvor bio poznat po učenjacima, a on je sam često optuživan za krivovjerje. On i njegovi nasljednici doživjeli su mnoge izazove i opasnosti tijekom svoje vladavine, uključujući i upad Mongola u Europu sredinom 13. stoljeća. Mongoli su prvo probili kneževine Kijevske Rusi, a potom napali istočnu Europu 1241., 1259. i 1287. godine.
Pod dinastijom Capeta, Francuska je polako počela širiti svoj autoritet nad plemstvom proširivši se do Île-de-Francea kako bi vršila kontrolu nad većim dijelom države u 11. i 12. stoljeću. Suočili su se sa snažnim protivnikom u liku normandijskih vojvoda, koji su 1066. pod Vilimom I. Osvajačem (vojvoda 1035. – 1087.), osvojili Englesku (vl. 1066. – 1087.) i stvorili državu koja se prostirala s obje strane Engleskog kanala i koja je u različitim oblicima trajala tijekom ostatka srednjega vijeka. Normani su se naselili i na Siciliji i u južnoj Italiji kada se Robert Guiscard (umro 1085.) tu iskrcao 1059. i osnovao vojvodstvo koje je kasnije postalo dio Kraljevine Sicilije. Pod Anžuvinicima Henrikom II. (vl. 1154. – 1189.) i njegovim sinom Rikardom I (vl. 1189. – 1199.) kraljevi Engleske vladali su njome i velikim područjima Francuske, koja su im pripala pravom braka Henrika II. s Eleanorom od Akvitanije (umrla 1204.), nasljednicom većeg dijela južne Francuske. Rikardov mlađi brat Ivan (vl. 1199. – 1216.) izgubio je Normandiju i ostatak sjeveroistočne Francuske 1204. godine, koji su pripali francuskom kralju Filipu II. Augustu (vl. 1180. – 1223.). To je dovelo do razmirica među engleskim plemstvom, a Ivanova strogost u pogledu financija u svrhu plaćanja neuspjelih pokušaja ponovnog osvajanja Normandije 1215. dovela je do stvaranja Velike povelje, koja je potvrdila prava i privilegije slobodnih ljudi u Engleskoj. Pod Ivanovim sinom Henrikom III. (vl. 1216. – 1272.) plemstvu su učinjeni dodatni ustupci, a moć kralja je opala. Francuska monarhija i dalje je pobjeđivala u sukobima protiv plemstva tijekom kasnog 12. i 13. stoljeća, stavivši još teritorija pod kontrolu središnje vlasti i centraliziravši kraljevsku upravu. Pod Lujem IX. (vl. 1226. – 1270.) kraljevski prestiž dostigao je nove visine, te je Luj često služio kao posrednik u raznim razmiricama širom Europe.
Na Pirinejskom poluotoku kršćanske države, koje su bile ograničene na njegov sjeverozapadni dio, počele su proboj protiv islamskih država na jugu, što je razdoblje koje se naziva rekonkvistom. Do 1150. godine kršćanski se sjever sjedinio u pet glavnih kraljevstava: Leon, Kastilja, Aragonija, Navara i Portugal. Jug Pirinejskog poluotoka ostao je pod kontrolom islamskih država, isprva pod Kordobskim Kalifatom, koji se 1031. raspao više malenih država poznatima kao taife čiji se broj stalno mijenjao. Te su se države borile s kršćanima sve dok Almohadski kalifat nije ponovo uspostavio centraliziranu vladavinu nad jugom Pirinejskog poluotoka tijekom 1170-ih. Kršćanske snage napredovale su početkom 13. stoljeća, što je kulminiralo osvajanjem Sevilje 1248. godine.

### Križarski ratovi
U 11. stoljeću Seldžuci su osvojili veći dio Bliskog istoka, zauzevši Perziju tijekom 1040-ih, Armeniju tijekom 1060-ih i Jeruzalem 1070. godine. Turska je vojska 1071. pobijedila bizantsku u bitci kod Manzikerta i zarobila bizantskoga cara Romana IV. (vl. 1068. – 1071.). Turci su nakon toga mogli slobodno napasti Malu Aziju, što je nanijelo težak udarac Bizantskome Carstvu, zato što su mu oduzeli veći dio stanovništva i glavni izvor prihoda. Iako su se Bizantinci reorganizirali i donekle oporavili, nikada nisu u potpunosti vratili Malu Aziju i često su se morali braniti. I Turci su imali poteškoće, pošto su im Jeruzalem proteli egipatski Fatimidi, a pretrpjeli su i niz unutarnjih građanskih ratova. Bizantinci su se također suočili sa oživljenom Bugarskom, koja se krajem 12. i u 13. stoljeću proširila Balkanom.
Cilj križarskih ratova bilo je oduzimanje Jeruzalema muslimanskoj vlasti. Prvi križarski rat objavio je papa Urban II. (papa 1088. – 1099.) na saboru u Clermontu 1095. kao odgovor na molbu bizantskog cara Aleksija I. Komnena (vl. 1081. – 1118.) za pomoć u obrani protiv daljnjeg muslimanskog napredovanja. Urban je obećao oprost svakome tko bude sudjelovao u ratu. Tisuće ljudi iz svih slojeva društva mobilizirali su se u čitavoj Europi i preosvojili Jeruzalem od muslimana 1099. godine. Jedno od obilježja križarskih ratova bili su pogromi lokalnih Židova, do čega je često dolazilo kad su križari napuštali svoje zemlje i išli na Istok. Oni su bili naročito brutalni tijekom Prvog križarskog rata, kada su židovske zajednice u Kölnu, Mainzu i Wormsu iskorijenjene, a ostale zajednice u gradovima između rijeka Sene i Rajne znatno smanjene. Još jedna posljedica križarskih ratova bilo je osnivanje novih vrsta redovništva, viteških redova templara i ivanovaca, koji su spojili monaški život s vojnom službom.
Križari su učvrstili svoja osvajanja u križarskim državama. Tijekom 12. i 13. stoljeća došlo je do niza sukoba između njih i okolnih muslimanskih država. Molbe tih država papinstvu dovele su do novih križarskih ratova poput Trećeg križarskog rata, objavljenih u svrhu ponovnog osvajanja Jeruzalema, koji je Saladin (umro 1193) preosvojio od križara 1187. godine. Četvrti križarski rat 1203. bio je usmjeren na Carigrad umjesto na Svetu Zemlju, te je on zauzet 1204. godine, što je dovelo do uspostavljanja Latinskog Carstva sa središtem u Carigradu i do značajnog slabljenja Bizantskog Barstva. Bizantinci su ponovo zauzeli Carigrad 1261. godine, ali nikada nisu dostigli svoju nekadašnju snagu. Do 1291. godine sve križarske države bile su ponovo osvojene ili izgurane s kopna, premda je titularno Jeruzalemsko Kraljevstvo još nekoliko godina opstalo na Cipru.
Pape su pozivali na križarske ratove i u drugim područjima, ne samo u Svetoj Zemlji, primjerice u Španjolskoj, južnoj Francuskoj i duž Baltika. Španjolski križarski ratovi spojili su se s rekonkvistom Španjolske od muslimana. Iako su templari i ivanovci sudjelovali u španjolskim križarskim ratovima, osnovani su i slični španjolski vojno-religijski redovi, od kojih se do početka 12. stoljeća većina stopila u dva glavna reda, Red Kalatrava i Red Santiaga. Sjeverna Europa također je ostala izvan kršćanskog utjecaja do 11. stoljeća ili kasnije, te je postala poprište križarskih ratova kao dio Sjevernih križarskih ratova od 12. do 14. stoljeća. Ti križarski ratovi također su izrodili jedan vojni red, Red braće mača. Još jedan red, Teutonski viteški red, iako izvorno osnovan u križarskim državama, usredotočio je veći dio svoje aktivnosti na Baltik nakon 1225. godine, a 1309. premjestio je glavno sjedište u Marienburg u Pruskoj.

### Intelektualni život
Tijekom 11. stoljeća razvoj u filozofiji i teologiji doveo je do povećane intelektualne aktivnosti diljem Europe. Postojala je rasprava između realista i nominalista po pitanju koncepta "univerzalija". Filozofski diskurs bio je potaknut ponovnim otkrivanjem Aristotela i njegove usredotočenosti na empirizam i racionalizam. Učenjaci poput Petra Abelarda (umro 1142.) i Petra Lombardijskog (umro 1164.) uveli su Aristotelovu logiku u teologiju. Krajem 11. i početkom 12. stoljeća u Zapadnoj Europi došlo je i do uspona katedralnih škola, što je označilo prijelaz s učenja u manastirima na učenje u katedralama i gradovima. Katedralne su škole pak potom zamijenila sveučilišta osnovana u većim europskim gradovima. Filozofija i teologija spojile su se u skolastici, pokušaju učenjaka 12. i 13. stoljeća da pomire autoritativne tekstove, prije svega Aristotela i Bibliju. Taj je pokret pokušao koristititi sustavni pristup istini i razumu i kulminirao je mišlju Tome Akvinskog (umro 1274.), koji je napisao djelo Summa theologica, tj. Sažetak teologije.
Na kraljevskim i plemićkim dvorovima došlo je do razvoja viteštva i etosa dvorske ljubavi. Ta se kultura izražavala na narodnom jeziku umjesto na latinskom i sastojala se od poezije, priča, legendi i popularnih pjesama koje su širili putujući zabavljači trubaduri. Priče su često zapisivali u chansons de geste ili "pjesme velikih djela", kao što su Pjesma o Rolandu i Pjesma o Hildebrandu. Pisana je i religijska povijest. Geoffrey od Monmoutha (umro 1155.) napisao je Povijest britanskih kraljeva, zbirku priča i legendi o kralju Arthuru. Ostala djela bila su više povijesnog tipa, kao što su Podvizi cara Fridrika (Gesta Friderici Imperatoris) autora Otta od Freisinga (umro 1158.), u kojem je opisao djela Fridrika Barbarosse, te Podvizi kraljeva (Gesta regum) Williama od Malmesburyja (umro 1143.) o kraljevima Engleske.
Pravna znanost napredovala je u 12. stoljeću. U razvijenom srednjem vijeku studiralo se i sekularno i kanonsko, odnosno crkveno pravo. Sekularno ili rimsko pravo, mnogo je napredovalo otkrićem djela Corpus Iuris Civilis u 11. stoljeću, a do 1100. rimsko se pravo počelo podučavati u Bologni. To je dovelo do bilježenja i standardizacije zakonika u čitavoj Zapadnoj Europi. Također se studiralo i kanonsko pravo, te je oko 1140. redovnik i učitelj u Bologni po imenu Gracijan (12. stoljeće) napisao ono što će postati standardni tekst kanonskog prava – Decretum Gratiani.
Među posljedicama grčkog i islamskog utjecaja na ovo razdoblje europske povijesti bile su zamjena rimskih brojeva dekadnim pozicijskim brojnim sustavom i otkriće algebre, što je omogućilo napredniju matematiku. Došlo je do napretka u astronomiji nakon prijevoda Ptolemejevog Almagesta s grčkog na latinski krajem 12. stoljeća. Također se proučavala i medicina, posebice na jugu Italije, gdje je islamska medicina utjecala na školu u Salernu.

### Tehnologija i vojska
U 12. i 13. stoljeću u Europi je došlo do gospodarskog rasta i razvoja novih metoda proizvodnje. Glavna tehnološka dostignuća bili su otkriće vjetrenjače, prvih mehaničkih satova, manufakture žestokih pića i uporaba astrolaba. Konkavne naočale izumio je oko 1286. godine nepoznati talijanski majstor, vjerojatno u Pisi ili njenoj okolici.
Razvoj tropoljnog plodorednog sustava za sijanje usjeva povećao je korištenje zemljišta s jedne polovine u upotrebi svake godine, pod starim dvopoljnim sustavom na dvije trećine pod novim, što je dovelo do povećanja proizvodnje. Razvoj teškog pluga omogućio je učinkovitniju obradu težeg tla, čemu je doprinijelo i širenje konjskog jarma, što je dovelo do upotrebe teglećih konja umjesto volova. Konji su brži od volova i zahtijevaju manje ispaše, što su čimbenici koji su potpomogli uvođenje tropoljnog sustava.
Izgradnja katedrala i zamkova unaprijedila je građevinsku tehnologiju, što je dovelo do razvoja velikih kamenih građevina. U pomoćne građevine spadale su nove gradske vijećnice, kuće, mostovi i desetinske štale. Izgradnja brodova unaprijedila se uporabom metode rebra i daske umjesto starog rimskog sustava rupe i klina. Ostala poboljšanja u vezi s brodovima bila su uporaba latinskog jedra i krmene statve, od kojih su oba povećala brzinu kojom brod može ploviti.
U vojnoj tehnologiji i doktrinama došlo je do povećane upotrebe pješaštva sa specijaliziranim ulogama. Zajedno sa još uvijek dominantnom teškom konjicom, vojske su često uključivale jahaće i pješačke samostrijelce, kao i podrivače i inženjerce. Samostreli, za koje se znalo još od kasne antike, više su se koristili i zbog češćeg opsadnog ratovanja u 10. i 11. stoljeću. Sve veća upotreba samostrela u 12. i 13. stoljeću dovela je do uporabe kaciga sa zatvorenim licem, teškog oklopa, kao i konjskog oklopa. Barut je postao poznat u Europi do sredine 13. stoljeća i zabilježeno je da su ga upotrijebili Englezi u ratu protiv Škota 1304. godine, premda je samo korišten kao eksploziv, a ne oružje. Topovi su se koristili za opsade tijekom 1320-ih, a ručni pištolji počeli su se koristiti do 1360-ih.

### Arhitektura, umjetnost i glazba
U 10. stoljeću osnivanje crkava i manastira dovelo je do razvoja arhitekture u kamenu koja je razradila narodne rimske forme, od čega potječe termin "romanika". Gdje je to bilo moguće, rimske građevine od cigle i kamena ponovo su se koristile zbog već dostupnog materijala. Iz probnih prvih pokušaja poznatih kao prva romanika stil je procvjetao i proširio se Europom u nevjerojatno homogenoj formi. Netom prije 1000. godine došlo je do velikog vala izgradnje kamenih crkvi po čitavoj Europi. Romaničke građevine imale su masivne kamene zidove, otvore nadsvođene polukružnim lukovima, malene prozore i naročito u Francuskoj kamene lučne svodove. Veliki portal sa obojenim skulpturama u visokom reljefu postao je središnje obilježje pročelja, posebice u Francuskoj, a kapiteli stupova često su rezbareni narativnim scenama izmišljenih čudovišta i životinja. Prema povjesničaru umjetnosti C. R. Dodwellu "gotovo su sve crkve na Zapadu ukrašavane zidnim slikama" od kojih je preživio samo mali broj. Zajedno s razvojem u crkvenoj arhitekturi, razvijen je i posebni europski oblik zamka, koja je postao ključan u politici i ratovanju.
Romanička umjetnost, a naročito prerada metala, dostigla je najsofisticiraniji oblik u mezanskoj umjetnosti, u kojoj su se jasno istakle jedinstvene umjetničke ličnosti poput Nikole Verdrunskog (umro 1205.) i gotovo klasičnan stil može se vidjeti u djelima poput krstionice u Liègeu, što je u opreci s figurama uvijajućih životinja na gloucesterskom svijećnjaku, koji je izrađen u isto to vrijeme. Velike iluminirane Biblije i psaltiri bili su tipični oblici luksuznih rukopisa, a oslikavanje zidova procvjetalo je u crkvama često slijedeći obrazac s prikazom Sudnjega dana na zapadnom zidu, Kristom u mandorli na istočnom zidu i narativnim biblijskim scenama duž glavnog dijela crkve ili u slučaju najbolje očuvanog primjera u Saint-Savin-sur-Gartempeu na bačvastom svodu.
Od ranog 12. stoljeća francuski su graditelji razvili gotički stil, označen korištenjem rebrastih svodova, šiljastih lukova, letećih upornjaka i velikih vitraja. Uglavnom se koristio na crkvama i katedralama, a njegova upotreba nastavila se u većem dijelu Europe sve do 16. stoljeća. Klasični primjeri gotičke arhitekture jesu katedrala u Chartresu i katedrala u Reimsu u Francuskoj, te katedrala u Salisburyju u Engleskoj. Vitraj je postao ključni element u dizajnu crkvi i nastavio je tradiciju široke uporabe zidnih slika, koje su do tada gotovo sasvim nestale.
Tijekom tog razdoblja praksa iluminiranja rukopisa postupno je prešla iz samostana u laičke radionice, tako da je prem mišljenjua Janette Benton, "do 1300. većina redovnika kupovala svoje knjige u prodavaonicama", a časoslovi su se razvili kao oblik molitvene knjige za laike. Prerada metala nastavila je biti najprestižniji oblik umjetnosti, sa emajlom iz Limogesa kao popularnom i relativno pristupačnom opcijom za predmete kao što su relikvijari i križevi. U Italiji su inovacije Cimabua i Duccia, a zatim i trečentskog majstora Giotta (umro 1337.), znatno povećale sofisticiranost i status štafelajnog slikarstva i fresaka. Sve veći gospodarski prosperitet tijekom 12. stoljeća rezultirao je većom proizvodnjom sekularne umjetnosti; sačuvani su mnogi izrezbareni predmeti od bjelokosti poput figurica za igru, češljeva i malenih religijskih figura.

### Crkveni život
Samostanska reforma postala je važno pitanje tijekom 11. stoljeća, pošto su se elite počele brinuti da se redovnici ne pridržavaju pravila koja ih vežu za striktno religijski život. Opatija Cluny osnovana u regiji Mâcon u Francuskoj 909. godine stvorena je kao dio klinijevskih reformi, većeg pokreta samostanskih reformi kao odgovor na tu zabrinutost. Cluny je ubrzo zadobio reputaciju isposništva i strogosti. Pokušavao je održati duševni život visoke vrijednosti stavljajući se pod zaštitu papinstva i biranjem vlastitog opata bez miješanja laika, čime je održavao ekonomsku i političku neovisnost od lokalnih gospodara.
Samostanska reforma inspirirala je promjenu u sekularnoj crkvi. Ideale na kojima se zasnivala u papinstvo je unio papa Lav IX. (papa 1049. – 1054.) pruživši ideologiju svećeničke neovisnosti, koja će dovesti do borbe za investituru krajem 11. stoljeća. U tu su se borbu uključili papa Grgur VII. (papa 1073. – 108.5) i car Henrik IV., koji su se isprva sukobili po pitanju imenovanja biskupa, a ta se razmirica potom pretvorila u bitku o idejama investiture, svećeničkog braka i simonije. Car je vidio zaštitu Crkve kao jednu od svojih dužnosti, a htio je i sačuvati pravo postavljanja vlastitih biskupa unutar svoje države, međutim papinstvo je inzistiralo na neovisnosti Crkve od sekularnih gospodara. Ta pitanja ostala su neriješena do kompromisa iz 1122. godine poznatog kao Wormski konkordat. Ta razmirica predstavlja značajan stadij u stvaranju papinske monarhije odvojene od laičkih vlasti i izjednačene s njima. Njena je trajna posljedica bila i to što su njemački prinčevi stekli veliku moć na račun njemačkih careva.
Razvijeni srednji vijek bio je razdobljevelikih religijskih pokreta. Osim križarskih ratova i samostanskih reformi ljudi su pokušavali sudjelovati u novim oblicima religijskog života. Osnovani su novi samostanski redovi među njima i kartuzijanci i cisterciti. Cisterciti su se brzo raširili u svojim ranim godinama pod vodstvom Bernarda iz Clairvauxa (umro 1153.). Ti novi redovi formirani su kao odgovor na osjećaj laika da benediktinsko redovništvo više nije odgovarao potrebama laika, koji su zajedno s onima koji su se htjeli priključiti religijskom životu, težili vratiti jednostavnijem pustinjačkom redovništvu ranog kršćanstva ili apostolskom životu. Poticana su i vjerska hodočašća. Stara mjesta hodočašća poput Rima, Jeruzalema i Compostele primala su sve veći broj posjetitelja, a slavu su stekla i nova mjesta poput Monte Garganoa i Barija.
U 13. stoljeću prosjački redovi – franjevci i dominikanci – koji su se zaklinjali na život u siromaštvu i preživljavali prošenjem, dobili su odobrenje papinstva. Religijske grupe poput valdenga i humilijata također su se sredinom 12. i početkom 13. stoljeća pokušale vratiti životu ranog kršćanstva, ali ih je papinstvo osudilo kao heretike. Neki su se priključili katarima, još jednom heretičkom pokretu koji je papinstvo osudilo. Godine 1209. pokrenut je Katarski križarski rat koji ih je u potpunosti uništio.

## Kasni srednji vijek

### Rat, glad i kuga
Prve godine 14. stoljeća obilježila je pojava gladi s kulminacijom u velikoj gladi 1315. – 1317. godine. Uzrok velike gladi bio je postupni prijelaz iz srednjovjekovnog toplog razdoblja u malo ledeno doba što je povećalo rizik od nestašice hrane u vrijeme kad su vremenske prilike uzrokovale smanjene prinose u poljoprivredi. Godine u razdoblju 1313.– 1314. i 1317. – 1321. bile su posebno kišovite u cijeloj Europi, što je za posljedicu imalo masovno podbacivanje prinosa ljetine. Klimatske promjene koje su bile razlog smanjenja prosječnih godišnjih temperatura u 14. stoljeću pratila je ekonomska kriza.
Ovim je nesrećama godine 1347. slijedila crna smrt, bolest koja se širila Europom slijedeće tri godine. Broj smrtnih slučajeva u Europi vjerojatno je premašio 35 milijuna što je otprilike jedne trećina ukupnog stanovništva, a posebno su bili pogođeni gradovi zbog guste naseljenosti. Velika područja ostala su potpuno nenaseljena i u nekim su dijelovima poljoprivredne površine ostale neobrađene što je dovelo do povećanja nadnica, pošto su zemljoposjednici nastojali poticati preostale malobrojne radnike na rad u svojim poljima. Dodatni problemi bili su niske najamnine i niska potražnja za hranom i posljedično dodatno smanjenje prihoda od poljoprivrede. Radnici u gradovima također su osjećali da imaju pravo na više nadnice, što je dovelo do narodnih ustanaka diljem Europe. Najpoznatiji ustanci bili su žakerija (jacquerie) u Francuskoj, seljački ustanak u Engleskoj i pobune u gradovima Firenci u Italiji i Gentu i Brugesu u Flandriji. Trauma izazvana kugom dovela je do povećane pojave činova milosrđa diljem Europe, koje se manifestiralo osnivanjem novih dobrotvornih ustanova, samoranjavanjem flagelanata i progonom Židova. Stanje se dodatno pogoršalo ponovnom pojavom kuge tijekom cijelog 14. stoljeća, koja je nastavljala povremeno pogađati Europu sve do kraja srednjega vijeka.

### Društvo i gospodarstvo
Društvene prilike diljem Europe bitno su se poremetile epidemijom crne smrti. Manje produktivna zemljišta ubrzo su napuštena jer su preživjeli mogli doći do plodnijih terena. Premda je kmetstvo u Zapadnoj Europi propadalo, ono je postalo uobičajeno u Istočnoj Europi, gdje su ga zemljoposjednici nametnuli svojim podanicima koji su prije bili slobodni. Većina seljaka u Zapadnoj Europi dogovorila se da zamijene rad koji su kao kmetovi dugovali svojim zemljoposjednicima za najam zemlje plaćen novcem. Postotak kmetova među seljaštvom smanjio se krajem srednjeg vijeka s više od 90% na 50%. Zemljoposjednici su također postali svjesniji zajedničkih interesa s drugim vlasnicima zemljišta, te su zajedno nastupali kako bi iznudili dodatne privilegije od svojih vlasti. Dijelom i na nagovor zemljoposjednika vlasti su pokušale donijeti zakone koji bi vratili ekonomske uvjete koji su postojali prije crne smrti. Pismenost među stanovništvom koji ne pripada kleru počela je postupno rasti i urbano stanovništvo počinje oponašati interes plemstva za viteštvo.
Židovske zajednice protjerane su iz Engleske 1290, a iz Francuske 1306. godine. Premda je nekima dozvoljen povratak u Francusku, većina se nije mogla vratiti, pa se mnogi Židovi sele na istok naseljavajući se u Poljsku i Mađarsku. Židovi su protjerani i iz Španjolske 1492. i potom se nastanili u Turskoj, Francuskoj, Italiji i Nizozemskoj. Razvoj bankarstva u Italiji tijekom 13. vijeka nastavio se kroz cijelo 14. stoljeće, djelomično potaknut povećanjem broja oružanih sukoba u tom razdoblju i potrebom pape za premještanjem novca među različitim kraljevstvima. Mnogi od bankara ovog doba posuđivali su novac kraljevima s velikim rizikom, te su neki i bankrotirali kad neki od kraljeva nisu bili u stanju vratiti dug.

### Državni preporod
Tijekom kasnog srednjeg vijeka svjedočimo pojavi jakih nacionalnih država utemeljenih na vladavini kraljeva, pogotovo Kraljevine Engleske, Kraljevine Francuske i kršćanskih kraljevina na Pirinejskom poluotoku: Aragona, Kastilje i Portugala. Dugi ratovi u kasnom srednjem vijeku pojačali su kraljevu kontrolu nad vlastitim kraljevstvom i posebno su teško pogodili seljaštvo. Kraljevi su profitirali od stalnih oružanih sukoba jer su proširivali vrijednost kraljevskih zakona po čitavom kraljevstvu i povećavali opseg zemlje koju su izravno kontrolirali. Veliki troškovi ratovanja učinili su da metode naplate poreza budu djelotvorne, a i sama stopa oporezivanja često se povećavala. Potreba da se od stanovništva koje plaća porez dobije pristanak za povećanje poreza dovela je do povećanja moći i autoriteta političkih institucija kao što je engleski parlament i skupština staleža u Francuskoj.
Kroz cijelo 14. stoljeće francuski su kraljevi nastojali proširiti svoj utjecaj na čitavo svoje kraljevstvo na štetu teritorijalnih imanja plemstva. Naišli su na velik otpor pri pokušaju zapljene imanja engleskih kraljeva u južnoj Francuskoj, što je izazvalo početak Stogodišnjeg rata, koji je trajao do 1453. godine. U ranim fazama rata engleska je strana pod vodstvom Eduarda III. (vl. 1327. – 1377.) i njegovog sina Eduarda, Crnog Princa (umro 1376.), bilježila niz velikih uspjeha pobjedom u bitci kod Crécyja i kod Poitiersa, osvajanjem grada Calaisa i kontrolom velikog djela francuskog teritorija. Nered koji je nastao na teritoriju pod francuskom kontrolom u prvim je godinama rata gotovo uništio Francusko Kraljevstvo. Početkom 15. stoljeća Francuska još jednom dolazi do ruba propasti, ali u kasnim 1420-im vojni uspjesi Ivane Orleanske (umrla 1431.) donose konačnu pobjedu francuskih kraljeva nad Englezima i osvajanje engleskih posjeda u južnoj Francuskoj 1453. godine. Cijena u ljudskim životima bila je vrlo visoka, francusko stanovništvo na kraju rata bilo je brojčano prepolovljeno u odnosu na početak rata. Ipak, rat je imao pozitivan učinak na engleski nacionalni identitet, pošto je pridonio spajanju raznih lokalnih identiteta u engleski nacionalni ideal. Rat s Francuzima pripomogao je i formiranju nacionalne kulture u Engleskoj, koja se odvojila od francuske kulture. Prije izbijanja rata francuska je kultura imala dominantan utjecaj u Engleskoj. Rana faza Stogodišnjeg rata obilježena je dominacijom engleskih strijelaca dugim lukom, i pojavom topa na bojnom polju kod Crécyja 1346. godine.
Na teritoriju suvremene Njemačke nastavlja se dominacija Svetog Rimskog Carstva, ali izborna priroda dodjele carske krune nije omogućavala formiranje trajne dinastije oko koje bi se formirala jaka država. U Istočnoj Europi dolazi do jačanja Kraljevine Poljske, Mađarske i Češke. Kraljevine Pirinejskog poluotoka nastavile su osvajati teritorij na štetu tamošnjih muslimanskih država. Portugal se tijekom 15. stoljeća usredotočio na ekspanziju prekomorskih posjeda, dok su ostala kraljevstva bila podijeljena poteškoćama oko kraljevskog nasljedstva i drugih problema. Nakon poraza u Stogodišnjem ratu, u Engleskoj je izbio dugotrajni građanski rat poznat kao Rat dviju ruža, koji je trajao sve do 1490-ih godina i okončao se proglašenjem Henrika Tudora za kralja (vl. 1485. – 1509. kao Henrik VII) i konsolidiranjem njegovih engleskih posjeda pobjedom nad Rikardom III. (vl. 1483. – 1485.) u bitci kod Boswortha 1485. godine. Skandinavske su zemlje prolazile kroz razdoblje unifikacije pod Kalmarskom unijom krajem 14. i početkom 15. stoljeća, koja je ujedinila Norvešku, Dansku i Švedsku, ali ponovo su se raspale nakon smrti Margarete I. Danske (vl.1387. – 1412). Najznačajnija sila na području Baltičkog mora bio je Hanzeatski savez, trgovačka konfederacija gradova-država, koja je dominirala trgovinom od Zapadne Europe do Rusije. Škotska se pod vodstvom Roberta Brucea (vl. 1306.– 1329.) oslobađa engleske dominacije, a sam Bruce dobiva papino priznanje njegove krune 1328. godine.

### Pad Bizanta
Premda je carska dinastija Palaeologa uspjela preoteti Carigrad od zapadnih Europljana 1261. godine, nije više bila u stanju vratiti kontrolu nad većinom bivšeg teritorija. Oni su uglavnom kontrolirali samo mali dio Balkanskog poluotoka oko Carigrada, zatim sam grad te neke priobalne teritorije na Crnom moru i oko Egejskog mora. Bivši bizantinski teritoriji podijeljeni su između Srpskog Carstva, Drugog Bugarskog Carstva i Mletačke Republike. Moć bizantskih careva ugrozilo je tursko pleme Osmanlija, koji su se pojavili u Maloj Aziji početkom 13. stoljeća i brzo se širili tijekom 14. stoljeća. Osmansko Carstvo brzo se širi Europom, pretvara Bugarsku u vazalnu državu 1366. godine i osvaja Srbiju 1389. godine nakon njezina poraza u bitci na Kosovu polju. Narodi Zapadne Europe okupili su 1396. godine vojsku kako bi oslobodili kršćanske balkanske zemlje te proglasili novi križarski rat. Velika vojna sila poslana je na Balkan, ali je pretrpjela poraz od Turaka u bitci kod Nikopolja. Carigrad je konačno pao u ruke Turaka 1453. godine.

### Kontroverze unutar crkve
Tijekom nemirnog 14. stoljeća dolazi do uspostave Avignonskog papinstva u razdoblju od 1305. do 1378. godine, poznatog i kao "babilonsko ropstvo papinstva" (paralela na židovsko babilonsko ropstvo), a potom i do velike šizme u trajanju od 1378. do 1418. godine, kad su postojala dvojica, potom i trojica suprotstavljenih papa, a svakog od njih su podržavale različite države. U prvim godinama 15. stoljeća, nakon čitavog stoljeća nemira, crkveni su poglavari 1414. sazvali Sabor u Konstantsu i iduće godine sabor je smijenio jednog od suprotstavljenih papa, ostavivši samo dva pretendenta. Nakon smjene svih pretendenata u studenome 1417. godine sabor izabrao potpuno novog papu Martina V. (papa 1417. – 1431.).
Osim šizme, zapadna crkva bila je rastrzana i teološkim kontroverzama od kojih su se neke pretvorile u hereze. Engleski teolog John Wycliffe (umro 1384.) osuđen je kao heretik 1415. zbog učenja da laici mogu imati pristup tekstu Biblije te imati stav o euharistiji, što je bilo suprotno crkvenoj doktrini. Wycliffeova učenja utjecala su na dva značajna heretička pokreta u kasnom srednjem vijeku, lolarde u Engleskoj i husite u Češkoj. Na Čehe je djelovalo i učenje Jana Husa, koji je spaljen na lomači 1415. godine nakon što je osuđen za herezu na Saboru u Konstantsu. Premda pogođena pokretanjem križarskoga rata protv nje same, Husitska crkva preživjela je i nakon srednjeg vijeka. Neke hereze ovog doba bile su montirane, primjerice optužbe protiv templara, što je dovelo do njihovog rasformiranja 1312. godine i podjele njihovog velikog bogatstva između francuskog kralja Filipa IV. (vl. 1285. – 1314.) i Malteškog viteškog reda.
Papinstvo je u kasnom srednjem vijeku dodatno rafiniralo ideju transupstancijacije, postavivši pravilo da je samo kler u mogućnosti pretvoriti hostiju i vino u euharistiju, što je dodatno udaljilo laike od klera. Laici su i dalje prakticirali hodočašća, obožavanje relikvija i vjerovanje u moć Sotone. Mistici kao Meister Eckhart (umro 1327.) ili Thomas à Kempis (umro 1471.) pisali su djela koja su podučavala laike da se usredotoče na unutarnji duhovni život, što je udarilo temelje protestantske reformacije. Osim misticizma, postaje rašireno vjerovanje u vještice i vještičarenje, te krajem 15. stoljeća crkva počinje davati vjerodostojnost narodnim strahovima i počev od 1484. godine osuđivati vještice. Godine 1486. izlazi djelo Malleus maleficarum (hrv. "Vještičji čekić"), najpopularniji priručnik za lovce na vještice.

### Učenjaci, intelektualci i istraživanja
U kasnom srednjem vijeku dvojica svećenika i filozofa, Ivan Duns Škot (umro 1308.)  i William Occam (umro oko 1348.), započinju reakciju protiv skolastike i kritiziraju primjenu razuma na teološka pitanja. Njihovo učenje zajedno s drugim misliocima dovelo je do potkopavanja prevladavajuće platonske ideje "univerzalija". Occamovo inzistiranje da razum djeluje neovisno o vjeri omogućilo je odvajanje znanosti od teologije i filozofije. Pravnu znanost obilježava postojano uvođenje rimskog prava u područja koje je prethodno reguliralo običajno pravo. Jedina iznimka u tom trendu bila je Engleska u kojoj se i dalje isticalo običajno pravo (Common law). Gotovo sve zemlje kodificirale su svoje zakone u zakonike koji su doneseni diljem kontinenta osim u Kastilji, Poljskoj i Litvi.
Obrazovanje je većim dijelom bilo rezervirano za formiranje budućih svećenika. Osnovno učenje slova i brojeva odvijalo se u okrilju obitelji ili uz pomoć seoskog svećenika, ali viši stupanj obrazovanja trivium (gramatika, retorika i logika) predavao se u vjerskim školama u sklopu katedrala i u gradskim školama. Došlo je do širenja viših trgovačkih škola, posebice u Italiji, gdje su postojala mjesta s više od jedne takve institucije. U 14. i 15. stoljeću sveučilišta su se proširila diljem Europe. Uvelike se povećala prisutnost književnosti na narodnom jeziku čiji su najznačajniji predstavnici bili Dante Alighieri (umro 1321.), Petrarca (umro 1374.) i Giovanni Boccaccio (umro 1375.) u Italiji 14. stoljeća, Geoffrey Chaucer (umro 1400.) i William Langland (umro oko 1386.) u Engleskoj, te François Villon (umro 1464.) i Christine de Pizan (umro oko 1430.) u Francuskoj. Veći dio književnosti ostaje religiozne tematike i, premda je veći dio još uvijek pisan latinskim jezikom, počinje se javljati velika potražnja za opisima života svetaca i ostalih svjedočenja vjere na narodnim jezicima. Ovu je potražnju potaknulo jačanje pokreta Devotio Moderna, a najviše formiranje Bratstva zajedničkoga života te radovima njemačkih mistika kao što su Meister Eckhart i Johannes Tauler (umro 1361.). Došlo je i do značajnog razvoja kazališta u obliku prikaza mirakula pod pokroviteljstvom Crkve. Pri kraju ovoga razdoblja razvoj tiskarskog stroja oko 1450. godine doveo je do osnivanja prvih izdavačkih kuća u cijeloj Europi do kraja 15. stoljeća. Stopa pismenosti među stanovništvom se povećala, ali je još uvijek bila niska. Procijene stope pismenosti za 1500. godinu kreću se naime oko 10% za muškarce i oko 1% za žene.
Početkom 15. stoljeća zemlje Pirenejskog poluotoka počinju sponzorirati velika geografska istraživanja izvan europskih granica. Portugalski princ Henrik Pomorac (umro 1460.) organizirao je ekspedicije koje su za njegova života otkrile Kanarske otoke, Azore i Zelenortske otoke. Ekspedicije su nastavljene i nakon njegove smrti: Bartolomeu Dias (umro 1500.) doplovio je do Rta dobre nade 1486, a Vasco da Gama (umro 1524.) oplovio je Afriku i došao do Indije 1498. godine. Ujedinjene španjolske monarhije Kastilje i Aragona sponzorirale su putovanje Kristofora Kolumba (umro 1506.) 1492. godine, koje je dovelo do otkrića Amerika. Engleska kruna pod vladavinom Henrika VII. sponzorirala je putovanje Johna Cabota (umro 1498.) 1497. godine, koji je doplovio do Otoka Cape Breton.

### Tehnološki i vojni razvoj
Jedna od značajnijih promjena u vojnoj sferi u kasnome srednjem vijeku bilo je povećano korištenje pješaštva i lake konjice. Engleska je vojska vrlo uspješno koristila i strijelce s dugim lukom dok i druge zemlje nisu uspjele stvoriti slične postrojbe strijelaca sa sličnim uspjehom. Potaknut povećanom učinkovitošću samostrela nastavljen je razvoj oklopa do razvoja punog oklopa kao zaštite od samostrela i od prvog nosivog vatrenog oružja koje se počelo pojavljivati na bojnim poljima. Oružje na motki dodatno se usavršilo, posebice kod flamanskog i švicarskog pješaštva, naoružanog piketima i drugim dugim kopljima.
Jedan od važnijih napredaka u poljoprivredi bio je masovniji uzgoj ovaca s vunom duge dlake, što je omogućilo predenje čvršćih niti. Važna je i zamjena tradicionalne preslice za predenje vune s kolovratom, što je utrostručilo brzinu predenja. Nešto manje složena inovacija, koja je ipak bitno poboljšala svakodnevni život, bila je upotreba dugmadi za pričvršćivanje odjeće, što je omogućilo da se odjeća drži uz tijelo bez potrebe da je se veže s pomoću uzica. Vjetrenjače su dodatno poboljšane izumom toranjskog mlina, čiji je gornji dio mogao rotirati i prilagoditi se tako smjeru puhanja vjetra. Prva visoka peć pojavila se oko 1350. godine u Švedskoj i doprinijela povećanju količine proizvedenog željeza i njegove kvalitete. Godine 1447. u Veneciji je donesen prvi patent, koji je štitio pravo izumitelja na vlastiti izum.

### Umjetnost i arhitektura
Kasni srednji vijek u Europi općenito se podudara s kulturnim razdobljima trecenta i rane renesanse u Italiji, dok su Sjeverna Europa i Španjolska nastavile primjenjivati gotički stil postupno sve više elaboriran u 15. stoljeću, sve do kraja tog razdoblja. Međunarodna gotika dvorski je stil koji se proširio gotovo cijelom Europom u desetljećima oko 1400. godine; jedan od remek djela tog razdoblja jest Molitvenik vojvode od Berryja. S pojavom staleža bogatih trgovaca u Italiji i Flandriji kao značajnih pokrovitelja umjetnosti, diljem Europe došlo je do uspona svjetovne umjetnosti, kako kvalitetom tako i kvantitetom. Narudžbe su uglavnom bile ulja na platnu s portretom naručitelja i sve veći izbor luksuznih predmeta: nakita, predmeta od bjelokosti, ukrašenih škrinja (tal. cassone) i posuđa od majolike. Ovi predmeti obuhvaćaju i hispano-maursko posuđe, koje su proizvodili lončari Mudéjar u Španjolskoj. Kraljevi su posjedovali mnoštvo takvih predmeta, ali osim zlatnih pehara malo ih je ostalo sačuvano. Razvila se i talijanska manufaktura svile, tako da zapadne crkve i elite nisu više bile ovisne o uvozu svile iz Bizanta i islamskog svijeta. U Francuskoj i Flandriji tkanje složenih tapiserija, kao npr. Dama i jednorog, postalo je značajna industrija luksuza.
Nakon velikih vanjskih kiparskih kompozicija ranih gotičkih crkava naglasak se stavlja na kiparstvo unutar građevine čime grobnice postaju više elaborirane, a i drugi se elementi poput propovjedaonica raskošno ukrašavaju, primjerice propovjedaonica sv. Andrije u Pistoji. Postaju uobičajene oltarne pale od rezbarenog i oslikanog drva, posebice u crkvama s više bočnih kapela. Rano nizozemsko slikarstvo, čiji su predstavnici Jan van Eyck (umro 1441.) i Rogier van der Weyden (umro 1464.), doseže razinu talijanskog slikarstva, a za njime ne zaostaju mnogo ni nordijski iluminirani rukopisi. Rukopise su masovno započeli sakupljati pripadnici sekularne elite, koji su sve više naručivali i knjige sa sekularnom tematikom, posebice povijesnom. Od 1450. godine nadalje veliku popularnost dobivaju tiskane knjige, usprkos njihovoj još uvijek visokoj cijeni. Prije 1500. godine već je bilo tiskano više od 30 000 različitih izdanja inkunabula i drugih djela, a iluminirane rukopise nastavili su naručivati samo kraljevi i rijetki pripadnici aristokracije. Od sredine 15. stoljeća u Sjevernoj Europi cjenovno su postali dostupni drvorezi vrlo malih dimenzija, gotovo svi religiozne tematike, čak i seljacima. Bogatije skupine stanovništva dobavljale su skuplja grafička djela s vrlo različitim prikazima.

## Hrvatska u srednjem vijeku
U ranom srednjem vijeku se na područje nekadašnje rimske pokrajine Dalmacije doseljavaju Hrvati, koji osnivaju svoju državu. U 12. stoljeću ona potpada pod kraljeve Ugarske da bi nakon dugih borbi s Turcima njen opseg bio sasvim smanjen, a nakon nestanka dinastije, kruna je dana Habsburgovcima. U hrvatskoj povijesti srednji vijek se obično dijeli na rani, do 1102., kad je Hrvatska neovisna, i na kasni, kada Hrvatska ulazi u personalnu uniju s Ugarskom.

## Moderna percepcija
Srednjovjekovno razdoblje često je prikazivano kao "vrijeme neznanja i praznovjerja" koje je pretpostavljalo "riječ religijskih autoriteta iznad osobnog iskustva i racionalnog djelovanja". Takav je prikaz posljedica razdoblja renesanse i prosvjetiteljstva tijekom kojih su znanstvenici i mislioci suprotstavljali svoju intelektualnu kulturu kulturi srednjovjekovnog svijeta na štetu samoga srednjeg vijeka. Renesansni znanstvenici gledali su na srednji vijek kao na vrijeme propadanja visoke kulture i civilizacije klasičnog svijeta. Smatrali su i da je razum superioran u odnosu na vjeru, pa su na srednji vijek gledali kao na vrijeme neznanja i praznovjerja.
Drugi autori objašnjavaju da je razum općenito bio visoko cijenjen u srednjem vijeku. Povjesničar znanosti Edward Grant piše: "Ako su revolucionarne racionalne misli bile izražene [u 18. stoljeću], one su bile moguće samo zbog duge srednjovjekovne tradicije afirmirane upotrebe razuma kao jedne od osnovnih čovječjih aktivnosti". Također, suprotno uvriježenom mišljenju, David Lindberg piše da je "mislilac iz vremena kasnog srednjeg vijeka rijetko iskusio represivnu silu crkve i smatrao je sebe slobodnim (posebice u prirodnim znanostima) slijediti razum i promatranje kamo god ga oni vodili".
Karikaturalan prikaz srednjeg vijeka reflektirao se i na specifična pitanja. Jedno od pogrešnih shvaćanja, prošireno od 19. stoljeća nadalje i još uvijek dosta rašireno, jest da su svi ljudi u srednjem vijeku vjerovali da je Zemlja ravna ploča. To je neistina, jer su predavači na srednjovjekovnim sveučilištima obično objašnjavali kako činjenice dokazuju da je Zemlja sferična. Lindberg i još jedan znanstvenik koji proučava ovo razdoblje Ronald Numbers tvrdi da "jedva da je postojao kršćanski učenjak u srednjem vijeku koji nije priznavao [Zemljinu] sferičnost i čak znao njezin približni opseg". Druga pogrešna shvaćanja, primjerice da je "Crkva u srednjem vijeku zabranjivala obdukcije i seciranja", da je "pojava kršćanstva uništila antičku znanost" ili da je "srednjovjekovna crkva ugušila razvoj prirodne filozofije" Numbers citira kao primjere popularnih mitova koji se još uvijek navode kao povijesne istine, premda ih povijesna istraživanja ne podupiru.